# Abbaye Saint-Philibert de Tournus
L'abbaye Saint-Philibert de Tournus est un ancien monastère bénédictin situé à Tournus, dans le département français de Saône-et-Loire et la région Bourgogne-Franche-Comté. De nombreuses parties de ce monastère sont conservées (réfectoire, cellier, cloître, salle capitulaire, etc.), et son église abbatiale est l'un des plus grands monuments romans de France.
Classé Monument Historique dès 1844, le bâtiment a connu depuis d'incessantes campagnes de restauration : Questel (1845-1850), Ventre (1908-1915). Ce dernier eut l'idée de faire disparaître les enduits qui protégeaient la totalité des surfaces et de supprimer également les derniers tirants (poutres) de bois qui, dans la nef, rigidifiaient les grandes arcades ainsi que les doubleaux des bas-côtés, depuis la construction.
L'église abbatiale est devenue église paroissiale en 1802, et Saint-Philibert de Tournus a en 2022 pour recteur le père Dominique Oudot, curé de la Paroisse Saint-Philibert en Tournugeois.
En 2019, Tournus a célébré le Millénaire de la consécration de l'autel du chœur de l'abbatiale.

## Protection
Saint-Philibert de Tournus fait l’objet de multiples protections au titre des monuments historiques : 
- un classement par la liste de 1840 pour l'église abbatiale ;
- une inscription en 1927 pour la tuilerie du Moutier et la tour du Trésorier ;
- des classements en 1928 pour divers vestiges de l'abbaye (notamment les restes de l'ancienne enceinte comprenant la tour de Quincampoix ou du Colombier, les deux tours de la porte des Champs et la tour du Portier) ;
- une inscription en 1930 pour les vestiges du cloître ;
- un classement en 1951 pour le logis abbatial, la salle capitulaire et le réfectoire des moines.

Une association s'est créée en 2014 pour demander le classement de l'abbaye au Patrimoine mondial de l'UNESCO.

## Histoire de l'abbaye

### Antiquité
- 175 : les Romains implante un camp fortifié sur le site, servant de relais pour les légions et les courriers de l'Empire.
- Juin 177 : à Lyon, début des persécutions contre les chrétiens (martyrs de Lyon). Certains s'enfuient vers le nord, dont un certain Valérien qui s'installe à Tournus. Valérien évangélise à Tournus.
- 178 : saint Valérien est décapité. Il est inhumé à l'emplacement de la crypte actuelle de l'église[N 1],[5]. Le tombeau du martyr devient alors un lieu de recueillement clandestin pour les chrétiens. On en connaît très peu de chose, et aucun vestige matériel sauf un sarcophage, actuellement déposé dans la crypte. Le site ayant été peu fouillé, on ignore tout des édifices qui ont vraisemblablement occupé une partie de l'assiette de l'abbatiale actuelle entre la fin de l'Antiquité et la fin de la période carolingienne, soit un demi-millénaire.
- Au IVe siècle, construction probable du premier oratoire sur la tombe du saint après l'édit de tolérance de Milan. (313)

### Haut Moyen Âge
- Au VIe siècle, Grégoire de Tours mentionne la présence d'un sanctuaire proche du castrum.
- En 731, possible raid de Sarrasins qui remontent le Rhône et la Saône.
- En 854, le roi Charles II le Chauve donne Tournus à l'évêque de Mâcon, qui au XIe siècle fonde une modeste abbaye augustinienne, dont l'abbé est Radon (ou Randon).
- Le 19 mars 875, l'abbaye de Saint-Valérien et ses dépendances ainsi que la ville de Tournus et son castrum sont à nouveau donnés par le roi Charles II le Chauve à la communauté des moines bénédictins de l'abbaye Saint-Philibert de Noirmoutier[N 2]. Ces moines, depuis 836, pour se protéger des invasions vikings, quittent leur monastère d'origine d'Hério avec le sarcophage de saint Philibert et commencent une pérégrination de près de quarante ans sous la protection du pouvoir carolingien. Ils avaient d'abord déposé les reliques de saint Philibert à l'abbaye de Saint-Philbert-de-Grand-Lieu avant de continuer après 847 leurs pérégrinations vers l'est pour trouver un abri. L'évêque de Mâcon est dédommagé pour cette spoliation. Le monastère devient bénédictin sous le vocable de monastère de sainte Marie et de saint Philibert avec la mention et saint Valérien ou la mention où repose le corps du glorieux martyr saint Valérien et trouve une nouvelle vigueur par l'apport spirituel, intellectuel et matériel des moines de Noirmoutier et la protection politique du pouvoir carolingien.
- Mai 875 : les moines de Saint Philibert (ancienne orthographe : Filibert) s'installent non sans quelques conflits, aux côtés des moines de Saint-Valérien. Ils apportent les reliques de saint Filibert. L'empereur confirme aux moines le privilège d'élire leur abbé ainsi que plusieurs avantages économiques, exemption de tonlieu et droits de marché et l'ensemble des abbayes et domaines qui leur ont été concédés pendant leur voyage. Cette donation est confirmée par le pape Jean VIII un an plus tard, cette abbaye devient alors la tête d'un réseau monastique de l'Aquitaine, la vallée de la Loire à la Lotharingie, s'étendant également au sud dans la vallée du Rhône[6].
- 889, un diplôme du roi Eudes confirme la restauration du rempart du castellum par l'abbé Blitgaire, successeur de Geilon, à cause des persécutions des normands[6].
- Entre 889 et 1316, les abbés reçoivent le droit de battre monnaie.
- De 928 à 946, abbatiat d'Aimin.
- En 936 - 937, des invasions hongroises pillent et incendient les bâtiments ; les précieuses reliques sont sauvées ; les destructions sont sans doute limitées car aucune reconstruction n'est évoquée par Louis IV d'Outremer dans son diplôme à Tournus en 941[6].
- Entre 945 et 949 une deuxième pérégrination d'une partie des moines avec les reliques de Philibert vers l'Auvergne est rapportée. Le comte de Bourgogne tente d'imposer Gui comme abbé, une partie des moines part, emportant les reliques de leur patron, et se réfugient à Saint-Pourçain-sur-Sioule. Ils élisent comme abbé Hervé. un concile à Tournus permet leur retour avec les précieuses reliques, ainsi que celles de saint Pourçain et met fin, dit la chronique, aux malheurs qui se sont abattus sur la Bourgogne pendant leur absence et celle des reliques du saint protecteur[6].
- 960 : élection de l'abbé Étienne, qui est désigné par la tradition comme le premier constructeur de l'abbaye.
- 979, translation des reliques de saint Valérien du sarcophage à l'autel du fond de la crypte. Le corps de saint Filibert est déposé dans le chœur : un conflit éclate à ce propos avec les partisans de saint Valérien. Le problème est réglé par le dépôt du corps de Valérien dans la crypte.
- 980 à 1008, abbatiat de Wago.

### Construction des bâtiments actuels (XIe auXVesiècle)
- Le 16 octobre 1006, un incendie oblige à faire de nouvelles constructions dans l'abbaye et à restaurer le chevet de l'église. La plupart des bâtiments conventuels datent des XIe-XIIe siècle.
- Entre 1008 et 1028, élection de l'abbé Bernier. Il entreprend la reconstruction en commençant le chevet, les cinq chapelles rayonnantes et le transept avec pour chaque bras une abside semi-circulaire orientée.
- Le 29 août 1019, consécration du chœur de l'église par les évêques de Chalon et de Mâcon.
- Entre 1028 et 1056, Ardain de Tournus est abbé de Tournus. Il modifie le projet de reconstruction. Il fait entreprendre l'avant-nef (narthex) à l'ouest et construit la chapelle supérieure (Saint-Michel).
- Entre 1030 et 1033, une terrible famine décime la population.
- De 1066 à 1108, construction des voûtes de la nef centrale pendant l'abbatiat de Pierre Ier (1066-1105).
- Avant 1087 : rédaction par Falcon, moine de Tournus, à la demande de l'abbé Pierre, de la Chronique de Tournus[N 3]
- Avant 1114 et après 1120, abbatiat de Francon de Rouzay.
- 1119 : confirmation des dépendances de l'abbaye par le pape Calixte II. Quelque 270 possessions sont recensées, sur une vingtaine d'évêchés, essentiellement dans le Val-de-Loire, le Poitou, la Bourgogne, l'Auvergne et la vallée du Rhône.
- Le 11 février 1120, consécration de nouvelles constructions par le pape Calixte II. Deux tours, une sur la croisée et l'autre au nord de la façade, sont ensuite ajoutées.
- 1140 : translation des reliques de saint Ardain dans l'église.
- La salle capitulaire est refaite au XIIIe siècle.

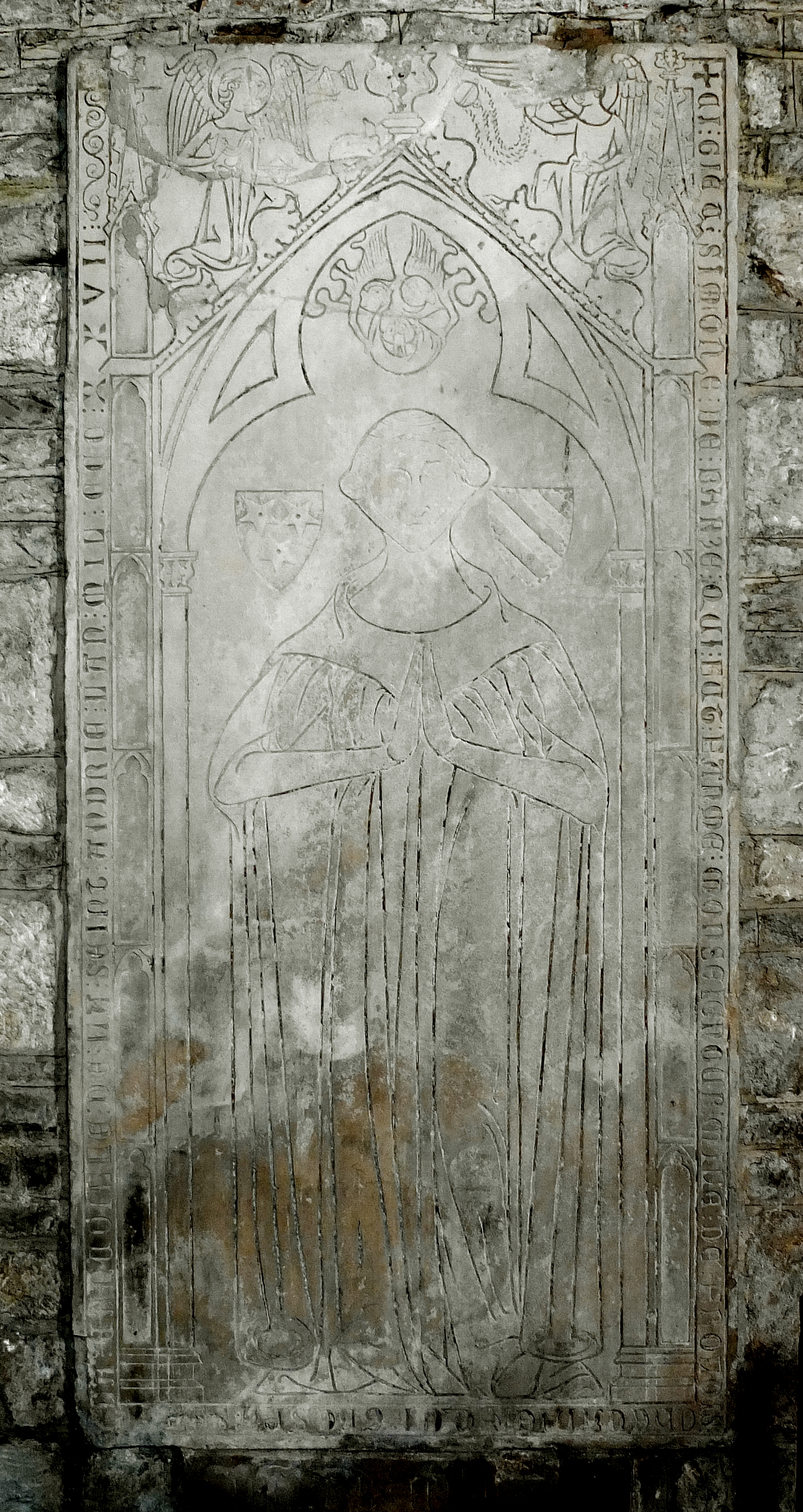
Dalle funéraire de Simone de Berzé († 1327).

- 1339 : construction de la chapelle du Saint Sacrement dans le collatéral gauche par Geoffroy de Berzé.
- 1422 : prise de Tournus par les Armagnacs, mais les fortifications ceinturant l'abbaye lui permettent de ne pas être mise à sac.
- 1425 : construction de deux autres chapelles dans le collatéral gauche et de la chapelle Saint-Vincent.

### Renaissance
- Le dimanche 14 avril 1482, passage du roi Louis XI effectuant un pèlerinage vers Saint-Claude[7]
- Au XVe siècle, le palais abbatial actuel est construit.
- 1498 : l'abbaye est donnée en commende.
- 1562 : l'abbaye est saccagée par les Huguenots, qui détruisent une partie des reliques.

### Temps modernes
- 1627 : suppression, sous l'abbatiat du cardinal François de La Rochefoucauld, de l'abbaye telle qu'elle fut fondée, à la suite de sa sécularisation. Les moines réguliers encore présents cèdent la place à un collège de dix chanoines et de six demi-chanoines.
- 1722 : réfection du sol de l'église.
- 1733 : publication, par le chanoine Pierre Juénin de sa Nouvelle histoire de l'abbaïe royale et collégiale de Saint-Filibert et de la ville de Tournus.
- 1785 : suppression du collège de chanoines.
- 1790 : l'église devient propriété communale.

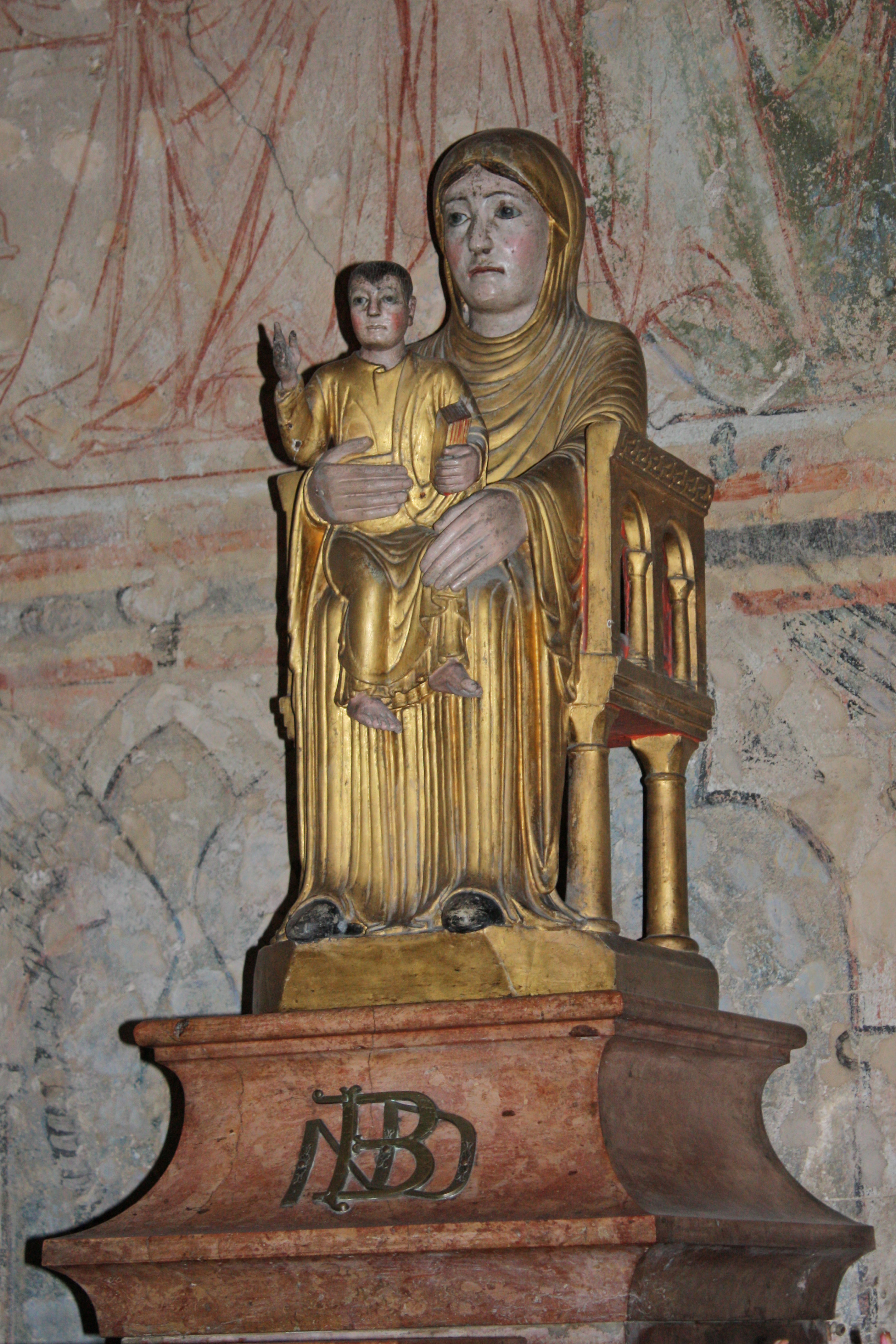
Une Vierge vénérée : Notre-Dame la Brune (XIIe siècle).

- 1793 (décembre) - 1794 (mai) : l'abbaye est affectée au culte athée de la Raison (l'inscription « Temple de la Raison » est inscrite au frontispice de l'ancien portique de l'abbatiale). Aux rites liturgiques succède un culte reposant sur la lecture des lois nouvelles, des promenades ou défilés civiques, des discours officiels, des hymnes et chants patriotiques, des banquets fraternels. Notre-Dame la Brune, vierge en bois de cèdre de la seconde moitié du XIIe siècle, est sauvée de l'autodafé par une habitante de Tournus, madame Lassalle, qui prétexta la vouloir comme jeu pour ses enfants et la rendit ultérieurement à l'église (elle fut réinstallée dans sa niche en 1802, année de la réouverture de l'église)[8].
- Mai 1794 : instauration du culte de l'Être suprême (18 floréal an II) ; l'édifice est transformé en temple décadaire, la municipalité faisant retirer l'inscription « Temple de la Raison » gravée au frontispice de l'église pour la remplacer par : « Le peuple français reconnaît l'existence de l'Être suprême et l'immortalité de l'âme ».

### Monument historique
- 1802 : l'église est restituée au culte et devient celle de la paroisse, l'abbé Jacques Létienne, prêtre insermenté réfugié en Suisse, ancien élève de la maîtrise de la collégiale et vicaire de Saint-André au début de la Révolution, ayant été choisi pour être curé de Tournus après le 9 thermidor.
- 1840 : classement de l'église abbatiale, qui figure dans la première liste.
- De 1841 à 1851, restauration de l'église par l'architecte Charles-Auguste Questel et reconstruction du portail de la façade occidentale, de l'escalier tournant de la chapelle Saint-Michel.
- Entre 1908 et 1915, les services des Monuments historiques font un décapage général de l'intérieur (architecte Ventre).
- 1927 (12 avril) : inscription par arrêté de la tour du Trésorier et des bâtiments claustraux.
- 1928 (29 avril) : classement par décret des restes de l'ancienne enceinte comprenant la tour Quincampoix (ou du Colombier) et la partie de courtine attenante à l'est.
- 1928 (23 octobre) : classement par arrêté des restes de l'ancienne courtine attenante à l'ouest, de la tour nord de l'entrée, de la tour sud de l'entrée et de la tour dite du Portier.
- 1932 (29 janvier) : inscription par arrêté (au titre de la loi du 2 mai 1930) du jardin public de la Légion d'honneur (square de l'abbaye).
- 1951 (28 mai) : classement par arrêté du logis abbatial, de la salle capitulaire, du réfectoire des moines et des deux caves anciennes dites Les Grandes Caves.
- 1953 : création du Centre international d'études romanes (CIER) à l'initiative de Madeleine Chavanon, en réaction au très mauvais état général de l'abbatiale et des bâtiments monastiques (d'abord installé au Louvre, dans le pavillon de Marsan, le centre fixera son siège à Tournus et sa bibliothèque, forte de plusieurs milliers d'ouvrages, trouvera place à l'étage de la salle capitulaire).
- 19 décembre 1999 : cérémonie de consécration par Raymond Séguy du nouvel autel de l'abbatiale (dû à l'artiste géorgien Goudji).
- 2000 : protection du centre historique au titre des « secteurs sauvegardés ».
- 2005 : Le nombre de visiteurs est estimé à 300 000 (statistique du Comité régional du tourisme).
- 2019 : célébration du Millénaire de la consécration de l'autel du chœur de l'abbatiale[N 4]
- 2020 : le nombre de visiteurs annuels voisine avec les 200 000[9].

## Description de l'abbaye

### Église abbatiale

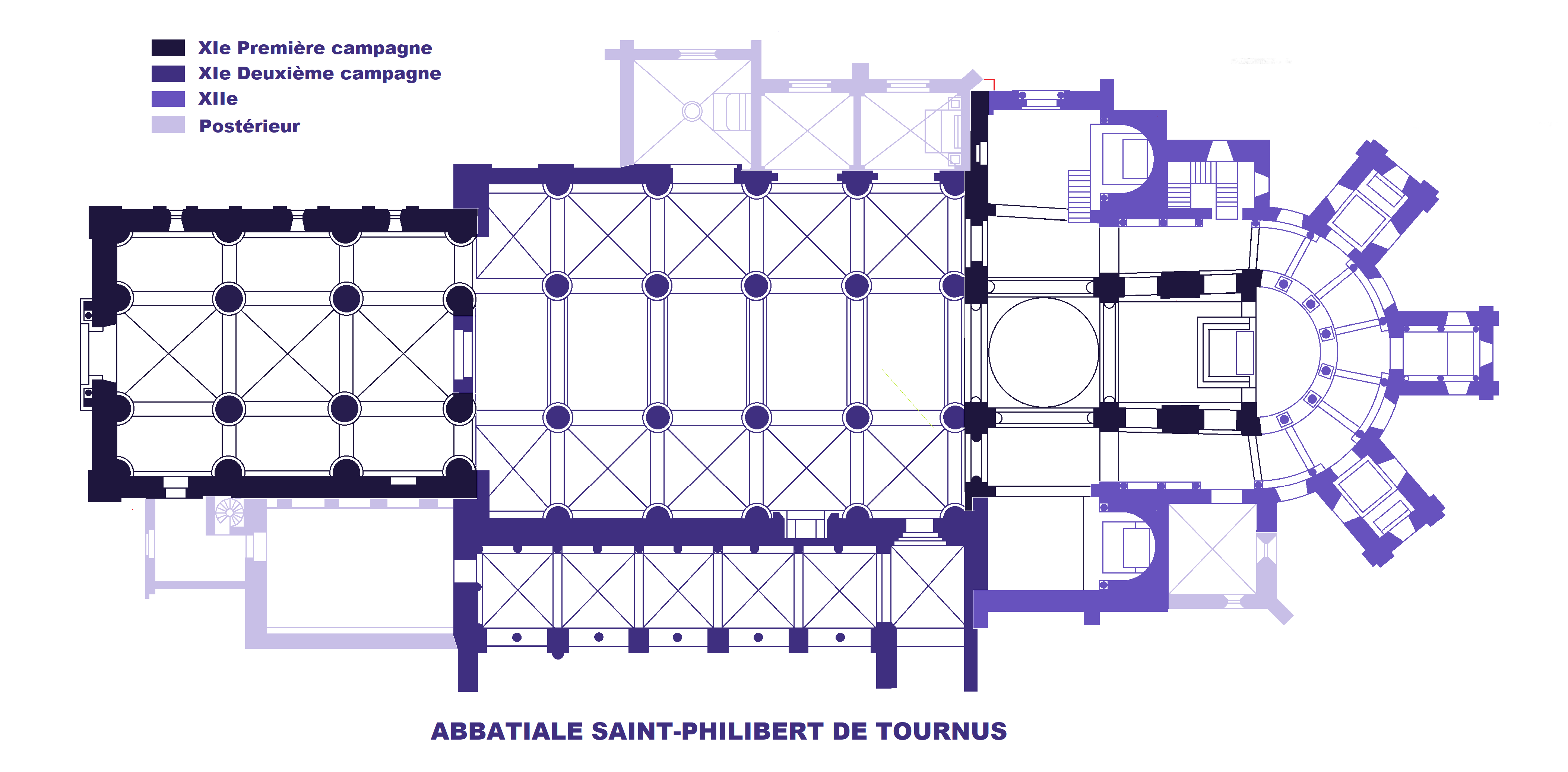
Plan de l'abbatiale.

Monument complexe, l'église abbatiale de Tournus est constituée d'une crypte, d'un rez-de-chaussée comportant un chœur à déambulatoire avec quatre chapelles rayonnantes, d'un transept à chapelles orientées, d'une nef à trois vaisseaux augmentée de deux chapelles au nord et d'une avant-nef ou narthex, qui comporte un étage également à trois vaisseaux se superposant à ceux du rez-de-chaussée. Deux des tours sont du XIIe siècle et la troisième est plus ancienne.
Toute l'église est couverte de tuiles creuses, sauf les deux tours du XIIe siècle, dont les flèches pyramidales sont couvertes en tuiles plates. La tuile creuse a régné sur Saint-Philibert dès sa construction. Il en va de même de la plupart des maisons de la ville ancienne de Tournus, qui marque la limite nord de la zone rhodanienne de ce mode de couverture à pente très faible ; au nord de la ville commencent les toits à forte pente couverts de tuiles plates.

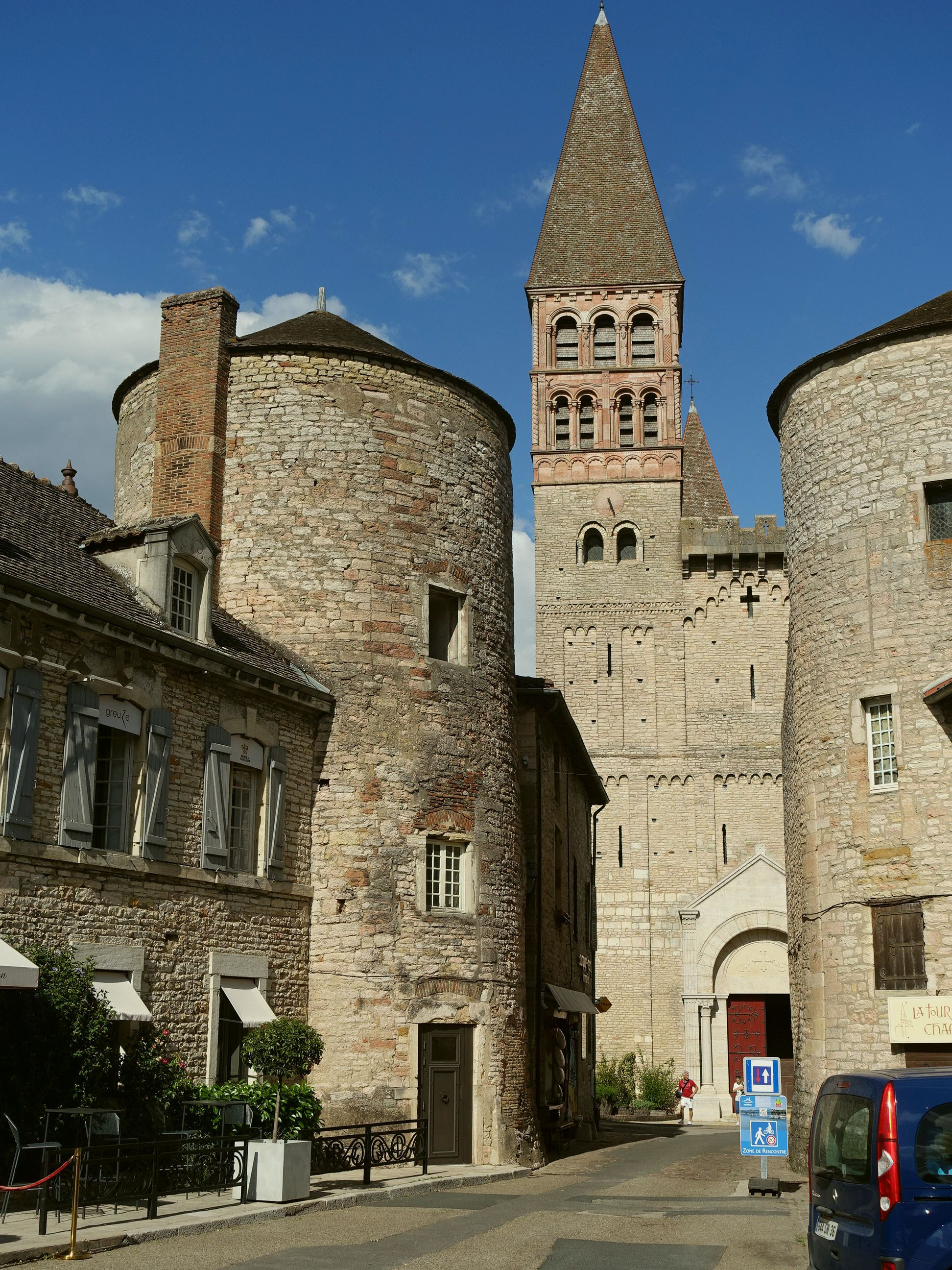
Côté ouest : la façade.
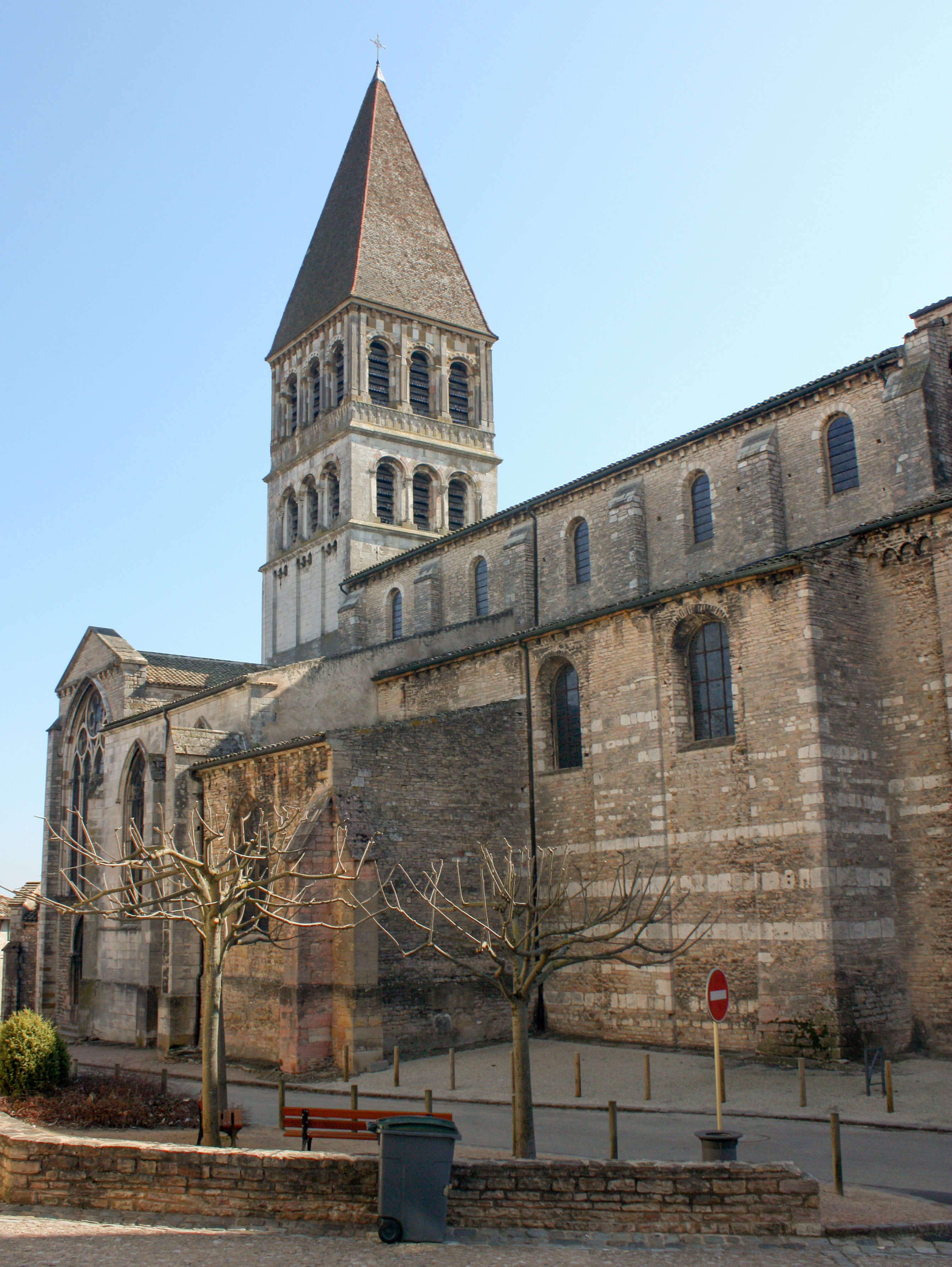
Côté nord : la tour du transept.
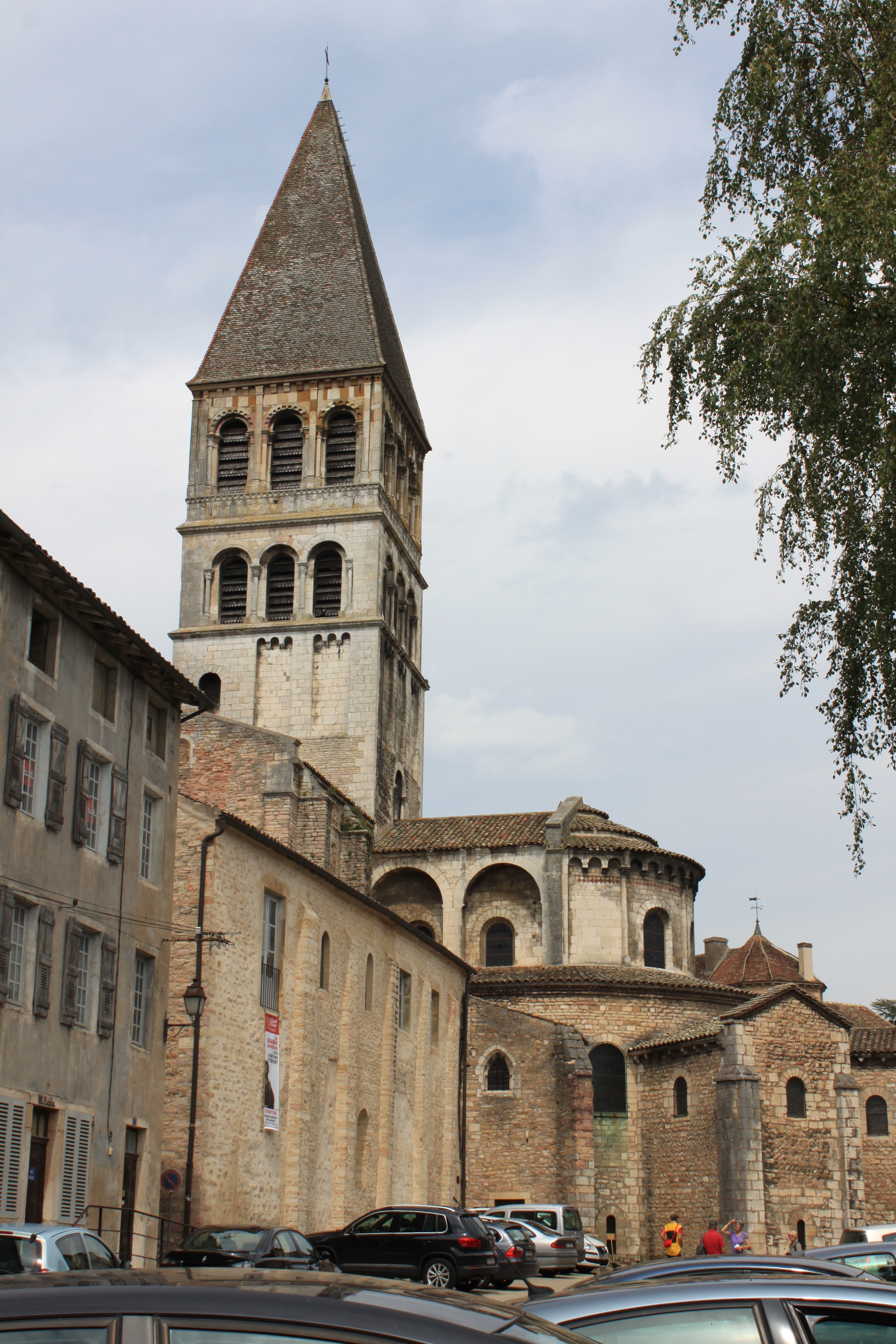
Côté est : l'abside.
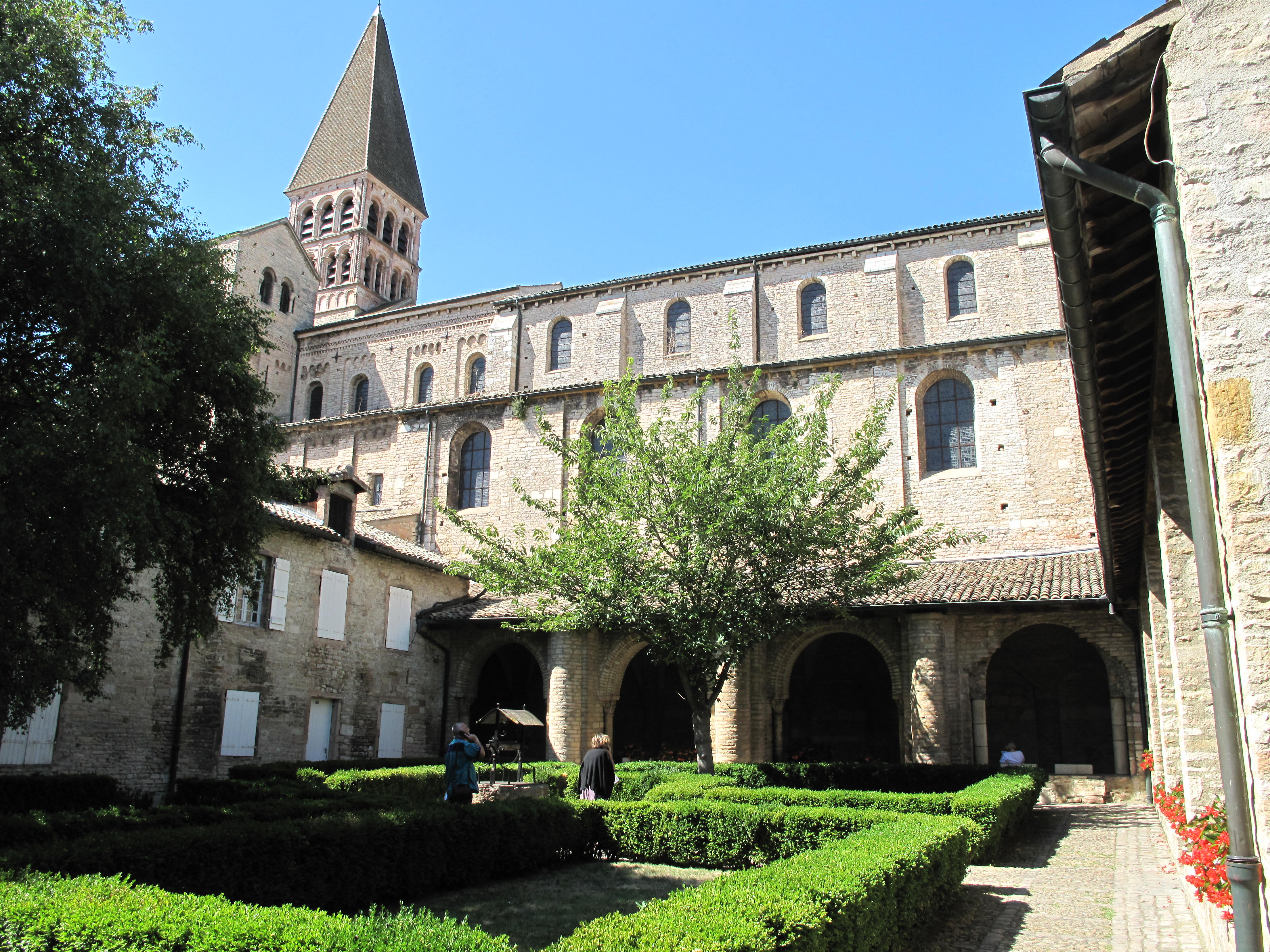
Côté sud : le cloître.

#### La crypte

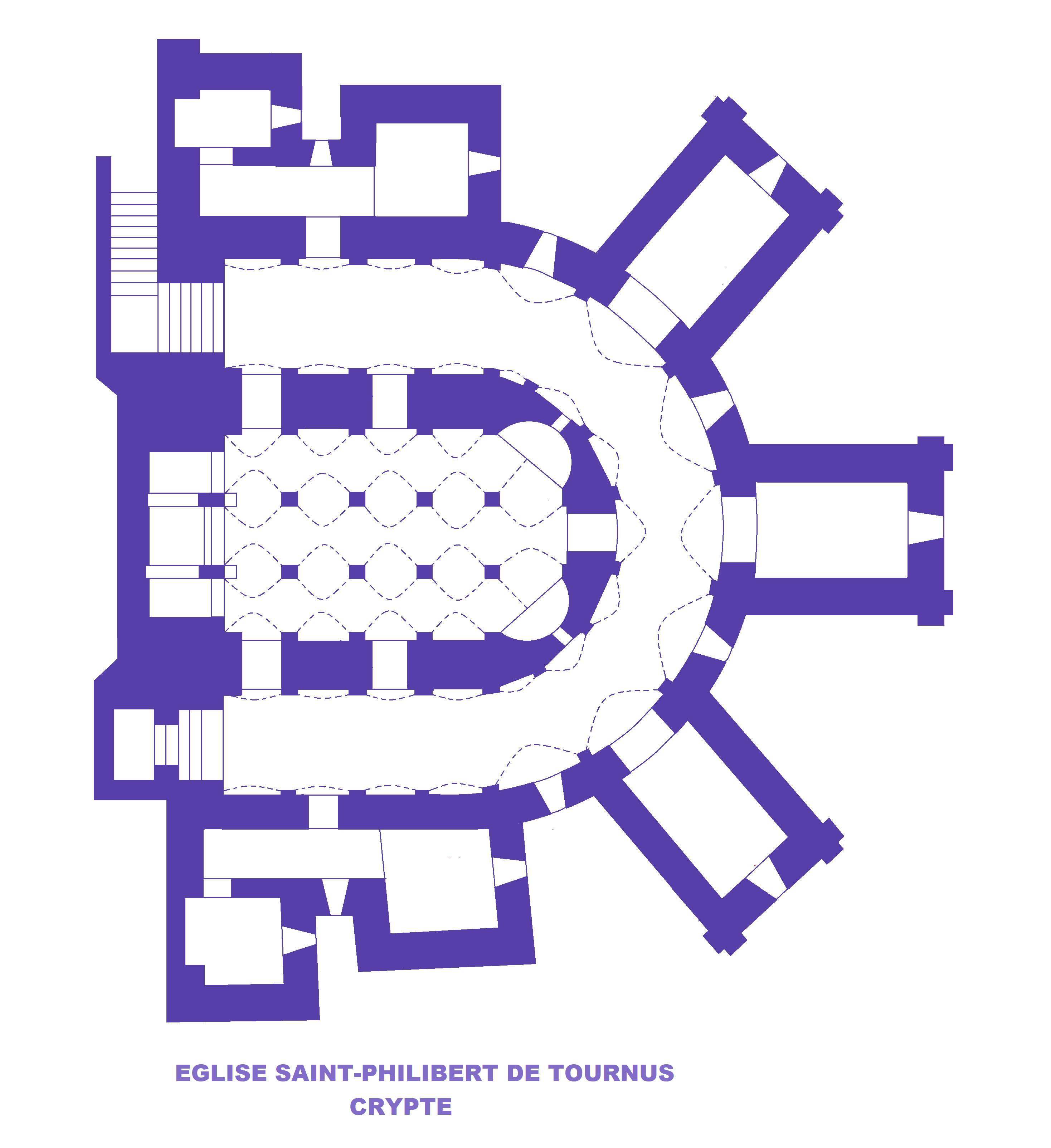
Plan de la crypte.

L'accès à la crypte se faisait primitivement par deux escaliers permettant un parcours processionnel à sens unique. Celui du sud ayant été muré, on n'accède plus actuellement que par celui s'enfonçant dans le sol du bras nord du transept. La crypte n'est pratiquement pas enterrée, car l'église est établie sur un terrain descendant vers la Saône. Cette crypte est composée de plusieurs espaces contigus et structurés pour la circulation liturgique : c'est une des plus anciennes de ce genre.

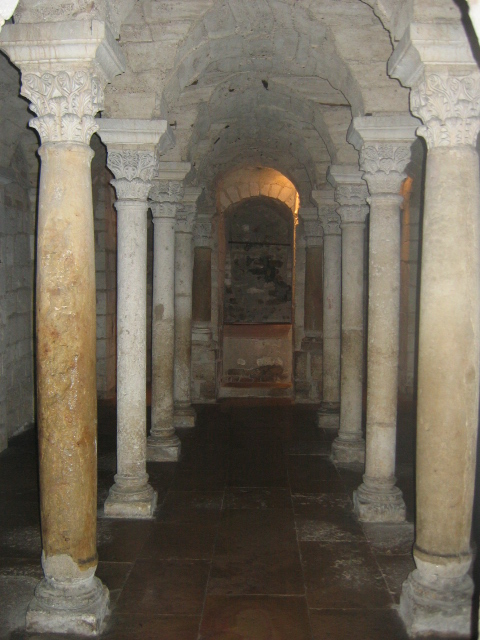
Les colonnes galbées, au premier plan, sont d'origine romaine.

Extérieurement, les murs de la crypte sont en petits moellons et des pierres de réemploi assemblés avec beaucoup de mortier. À l'intérieur, des voûtes couvrent la totalité de l'espace de la crypte. À l'exception des chapelles, ces voûtes sont brutes de décoffrage. Le mortier a conservé l'empreinte du couchis de planchettes qui couvrait les moules, et même quelques fragments de bois. Les blocs de moyen appareil blanc que l'on observe dans beaucoup de parties du bâtiment (nef, avant-nef et tous les parements intérieurs de la crypte) pourraient être des réemplois d'un état antérieur de l'abbatiale, état dont la crypte pourrait être elle-même un vestige.
Au milieu de la crypte se trouve une salle centrale à trois nefs voûtées de même hauteur, portées par deux files de cinq colonnes et par les murs de pourtour. Ce voûtement supporte le chœur de l'église. À chaque extrémité, les paires de colonnes galbées sont des réemplois romains de provenance inconnue, retaillés à longueur. Les trois paires de colonnes centrales, cylindriques, en calcaire blanc, sont par contre médiévales. Cette salle est largement ouverte sur un déambulatoire, qui la circonscrit, par cinq portes et deux petites baies. À l'est, dans l'axe, se trouve une de ces cinq portes, de part et d'autre de laquelle sont deux petites niches-absides concaves, évidées dans l'épaisseur du mur de pourtour et percées chacune par une petite baie donnant dans le déambulatoire. Cette salle centrale reprend exactement le plan de la crypte de l'église Saint-Philibert de Noirmoutier, à la même échelle.
À l'ouest de cette salle, empiétant sous la croisée du transept un puits assez profond marque le centre topologique de l'église.
Le déambulatoire inférieur est faiblement éclairé par quatre baies. Il donne accès, par trois ouvertures, à trois chapelles rayonnantes, à l'est. Ces chapelles sont de plan rectangulaire, à chevet plat, voûtées en berceau. Elles sont éclairées chacune par une fenêtre. La chapelle axiale renferme aujourd'hui le sarcophage attribué à Valérien, martyr du IIe siècle dont les reliques furent détruites par les protestants au XVIe siècle. Ce sarcophage, dont le couvercle manque, ne comporte aucune inscription ni décoration. Dans les sections droites du déambulatoire se trouvent, au nord comme au sud, deux portes donnant accès à un couloir parallèle au déambulatoire, reliant entre elles des chapelles exiguës : celles situées à l'ouest étant au-dessous des chapelles orientées du transept. Les deux couloirs et ces quatre chapelles sont éclairés chacun par une petite baie. Au total il y a donc, au niveau de la crypte, sept chapelles, toutes accessibles par le déambulatoire inférieur.

Crypte de l'abbatiale
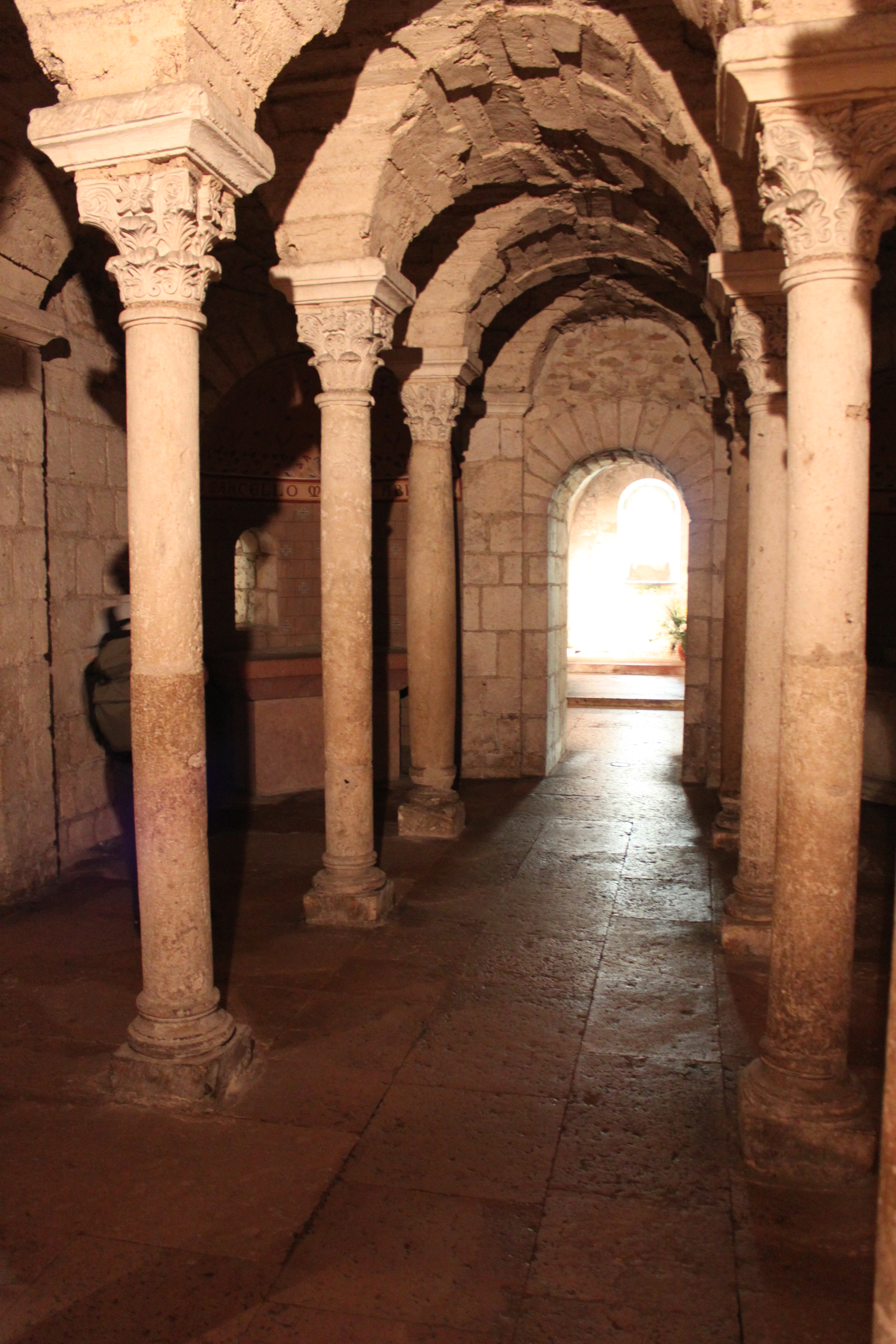
Colonnes.
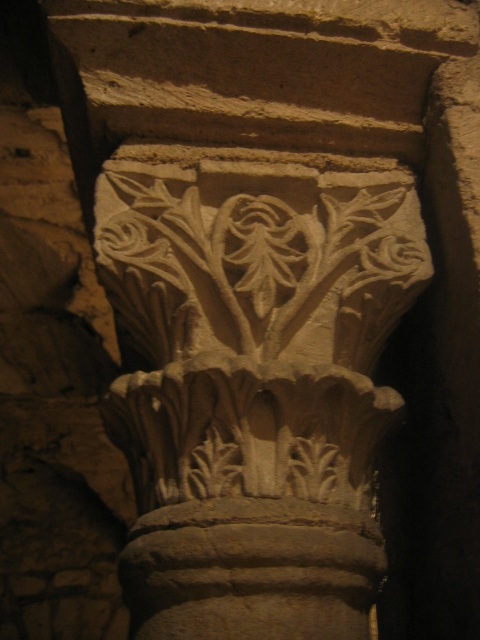
Chapiteau.
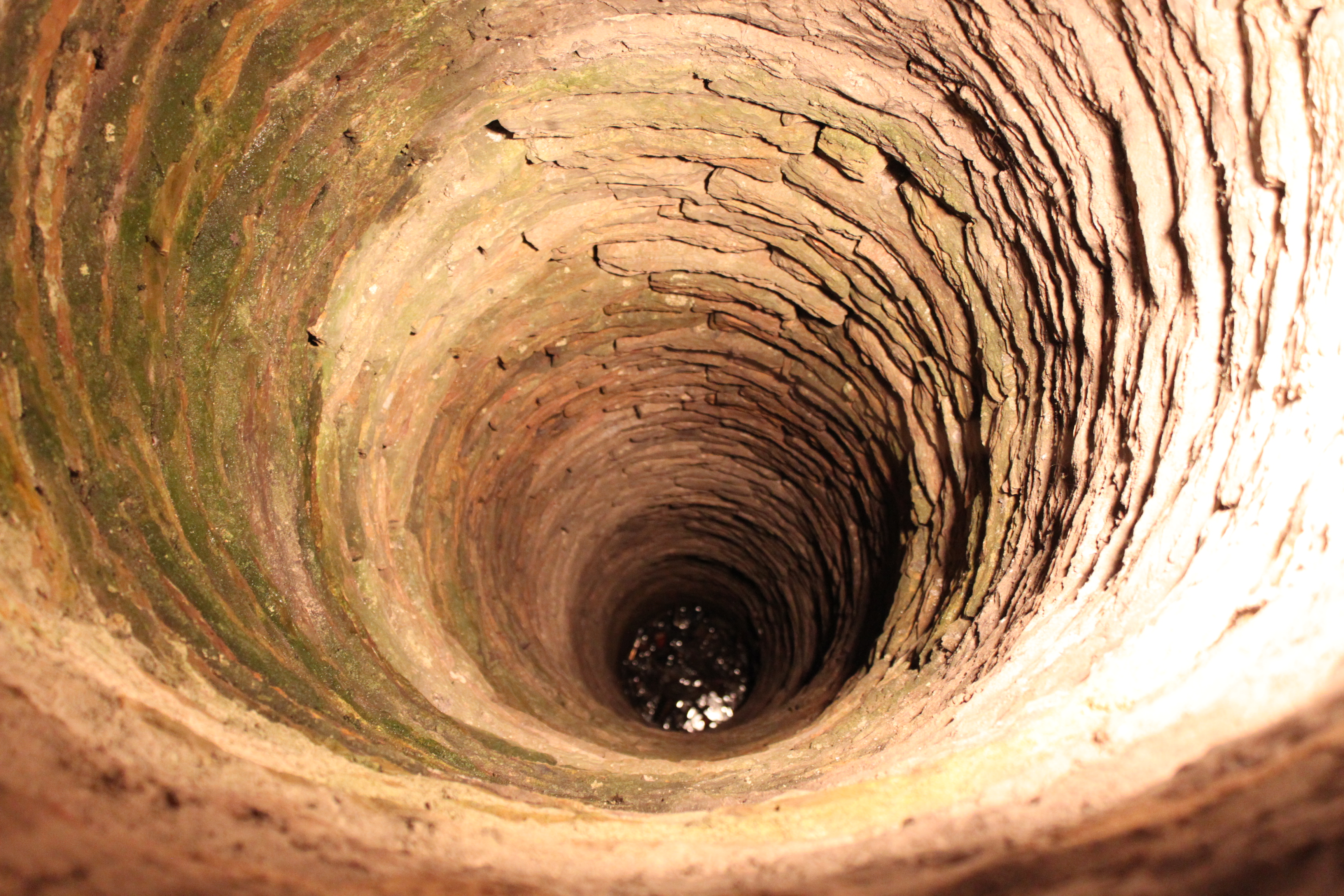
Puits de la crypte.
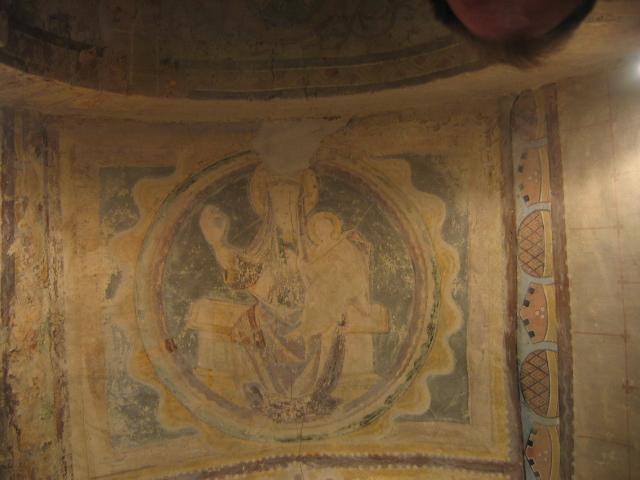
Fresque d'une des chapelles.

#### Le chœur et la mosaïque

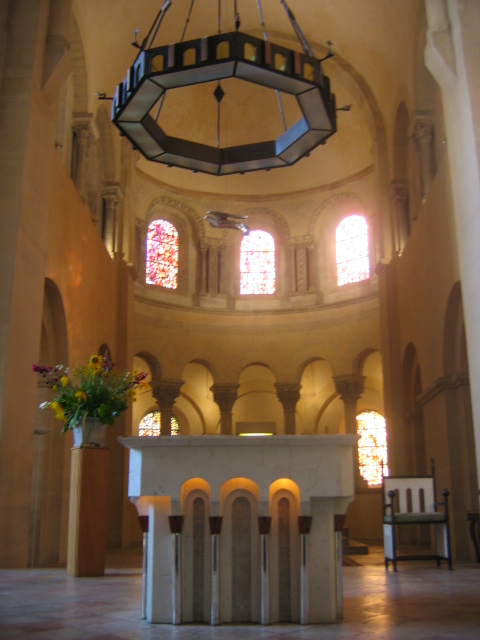
Le chœur de l'abbatiale, avec les éléments de mobilier créés par l'artiste Goudji.

Le chœur reprend le plan de la crypte. Autour du déambulatoire rayonnent par contre cinq chapelles. Sauf le cul-de-four de l'abside et la coupole de croisée, tout ce niveau (transept, chœur, déambulatoire et chapelles) est voûté de berceaux en plein cintre.

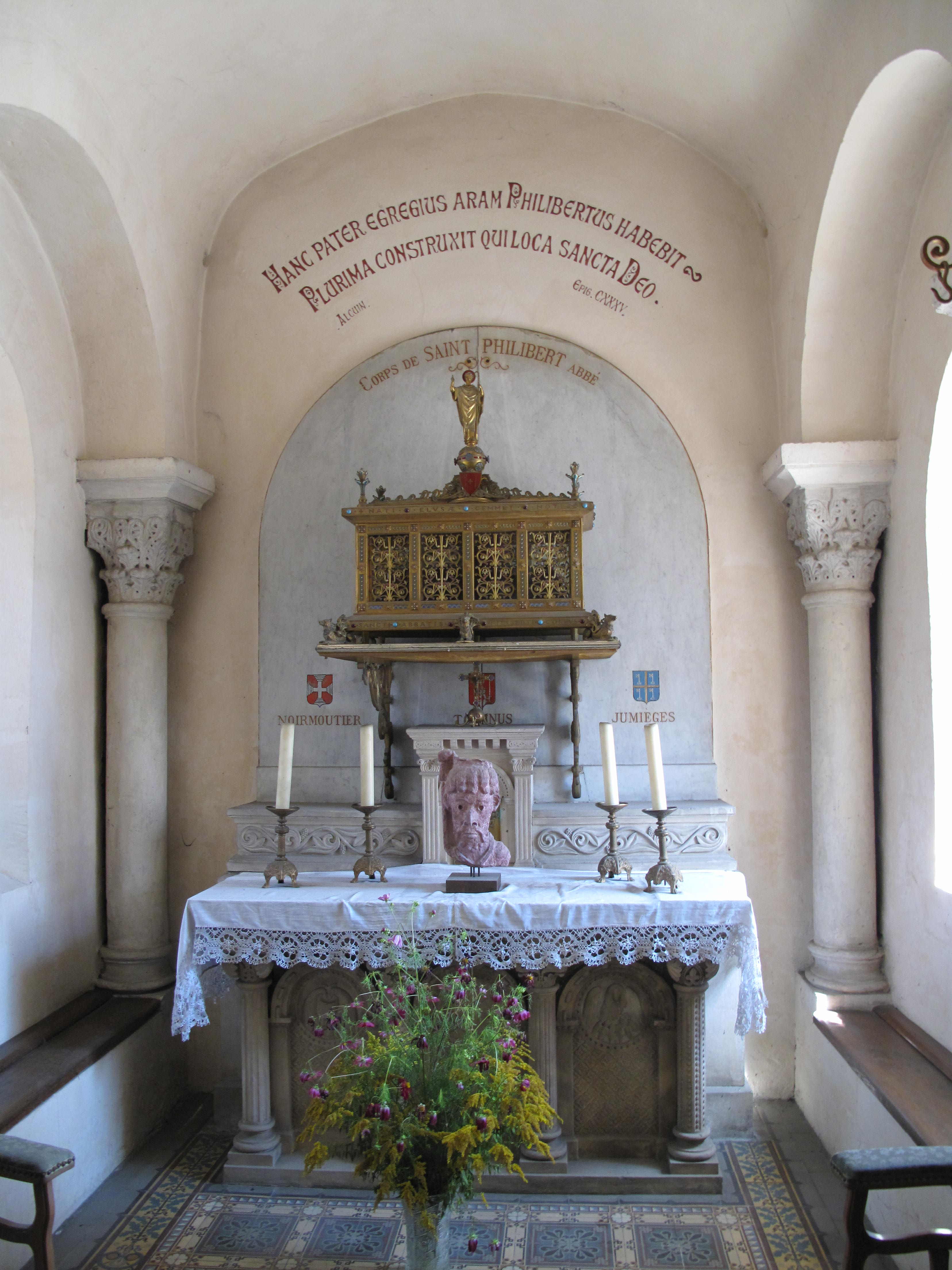
La chapelle axiale, abritant le reliquaire dans lequel les restes de saint Philibert furent longtemps conservés.

Les chapelles du chœur, superposées à celles de la crypte, sont également à chevet plat. La chapelle axiale, autrefois dédiée à saint Pourçain, est aujourd'hui la chapelle Saint-Philibert. Elle est fermée par de lourdes grilles qui protégeaient, jusqu'à une date récente, les reliques de saint Philibert, saint patron. À la fin du XXe siècle, la tête trépanée de saint Philibert a été volée ; en 2022, elle n'a toujours pas été retrouvée. Depuis la dernière restauration de 2000, les reliques subsistantes de Philibert sont conservées dans le sanctuaire, où sans doute elle se trouvaient déjà pendant une partie du Moyen Âge. Elles sont enfermées dans une châsse moderne.
À la gauche de la chapelle axiale est la chapelle Saint-Joseph. À sa droite, la chapelle du curé d'Ars, autrefois chapelle Saint-Pierre. La petite chapelle nord est aujourd'hui la chapelle de l'Agonie. Sa correspondante, au sud, fait fonction de sacristie.
Le déambulatoire supérieur, donnant accès aux chapelles du chœur, est superposé à celui de la crypte ; partant du transept, il longe les deux travées droites du chœur, décrit un demi-tour et retourne au transept. La paroi interne de sa partie courbe est formée d'un muret sur lequel se développe l'arcade du rond-point du chœur ; la paroi externe comporte une banquette, interrompue par les entrées des chapelles rayonnantes, sur laquelle reposent des colonnes plaquées à la muraille et portant une arcature. Cette arcature encadre alternativement les baies d'éclairage direct du déambulatoire et les ouvertures des chapelles. Cette partie est attribuée au début du XIe siècle et les chapiteaux de l'arcature sont d'un style corinthisant archaïque. Les chapiteaux du rond-point ont été pour leur part très restaurés au XIXe siècle.
Le sol du déambulatoire supérieur était recouvert d'une splendide mosaïque (fin du XIIe siècle) représentant les signes du zodiaque et les mois de l'année en alternance, symbolisés dans des médaillons circulaires. Ce somptueux revêtement du sol a été usé par la circumambulation des pèlerins autour des reliques. Il suit le parcours du soleil, les médaillons du printemps étant à l'est, ceux de l'été au sud, et indique donc le sens de circulation. Son état nécessita assez tôt des réparations, puis finalement il disparut sous un dallage de pierre. Cette mosaïque fut signalée une première fois en 1722 lors de la réfection du dallage ; elle fut redécouverte en 2000 lors de travaux d'électricité. Elle est aujourd'hui mise en valeur et observable à partir d'une passerelle la surplombant. Seule une petite partie des motifs est conservée : quatre médaillons seulement sur les vingt-quatre que devaient constituer l'ensemble complet : les gémeaux et le cancer pour les signes du zodiaque et un « cavalier au faucon » et une fenaison pour les mois de l'année.

Mosaïque du chœur (XIIe siècle)
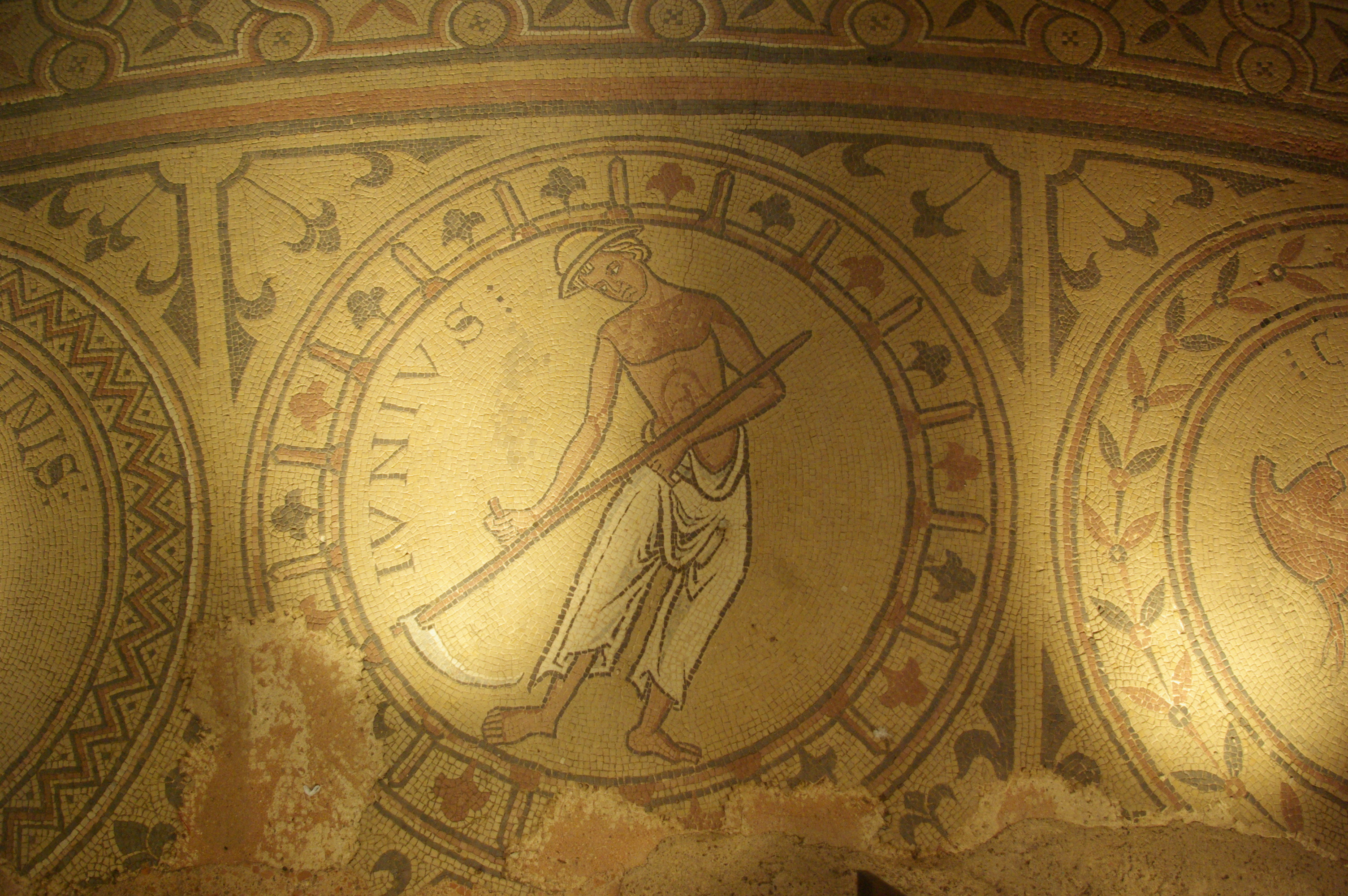
Mosaïque du chœur : mois de juin.
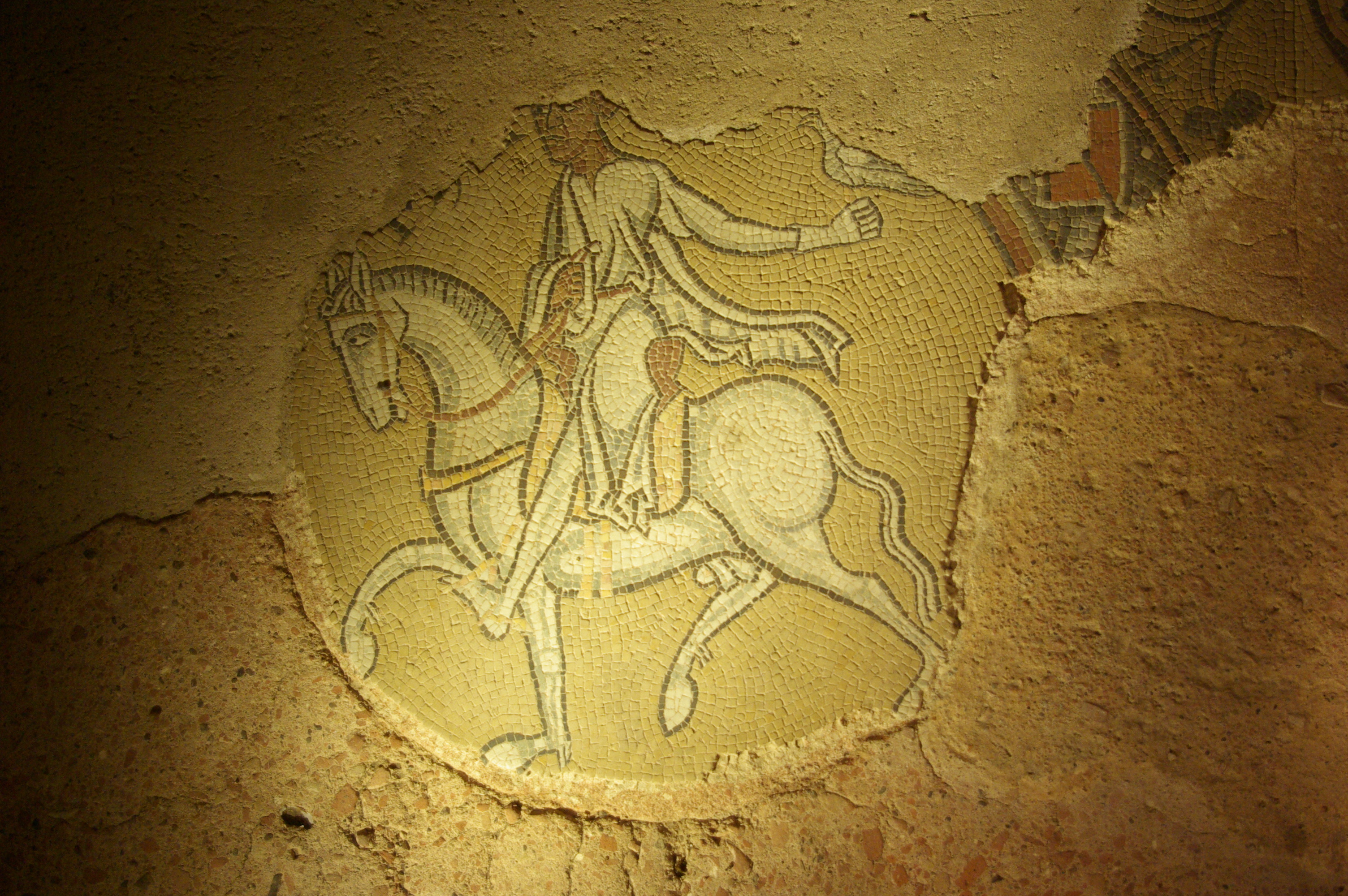
« Cavalier au faucon ».
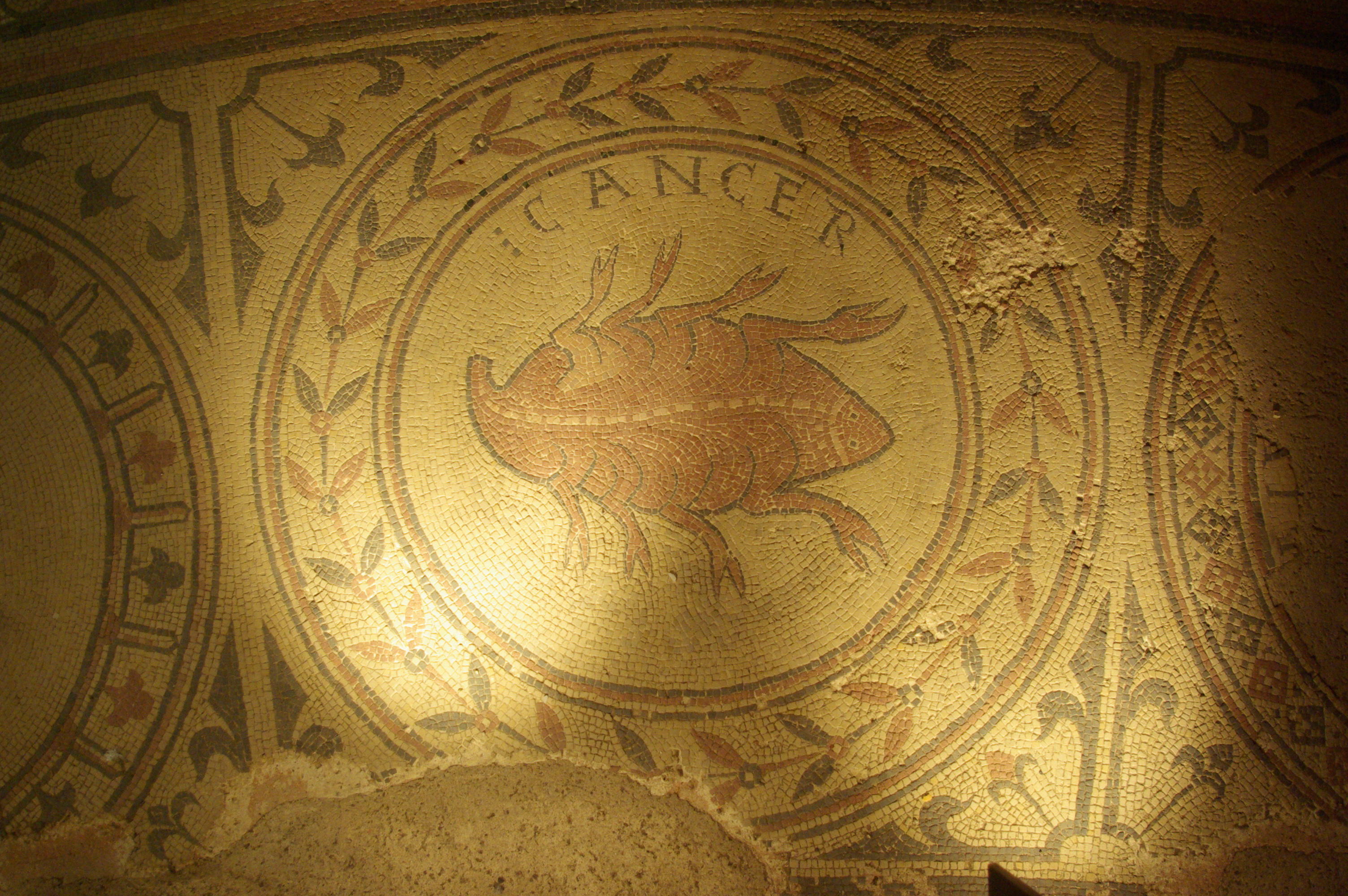
Zodiaque : cancer.
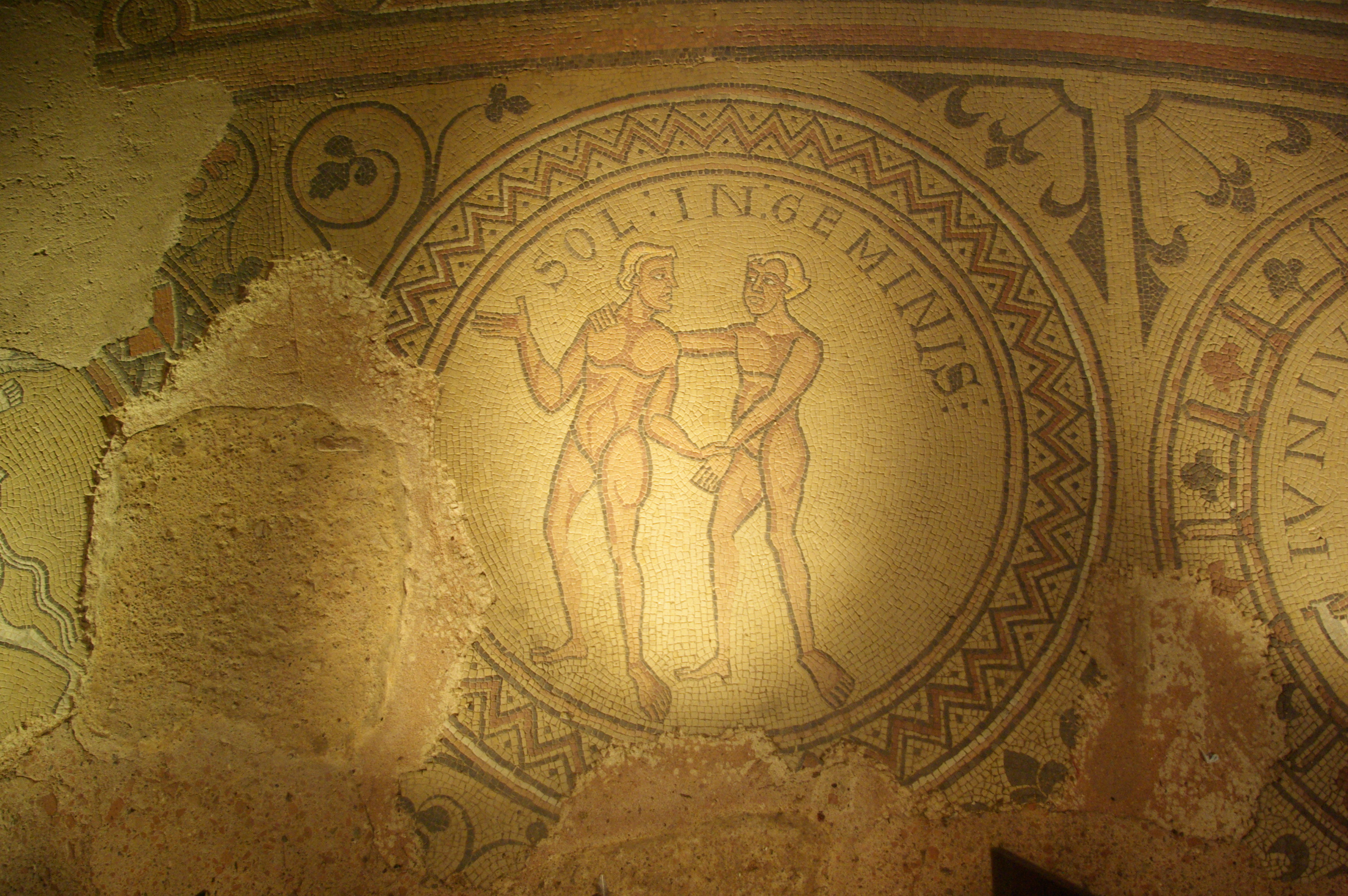
Zodiaque : gémeaux.

Le chœur reçoit l'éclairage direct grâce à un étage supérieur (1110-1120) surplombant le toit du déambulatoire et des chapelles. Cet étage est beaucoup plus travaillé, comportant des frises et corniches sculptées du début du XIIe siècle, fortement apparentées à la partie correspondante de l'église Saint-Martin d'Ainay à Lyon. Ce rehaussement du chœur a nécessité l'ajout, à l'extérieur, de grands et larges arcs de contrefortage le long des deux travées droites de chœur. Sur l'abside, on note aussi des contreforts-colonnes supportant une frise d'arceaux formant corniche.
À l'extérieur, les parties anciennes des murs, soit du sol jusqu'au haut du premier niveau du chœur, sont en maçonnerie grossière avec beaucoup de mortier et, à partir de la mi-hauteur, des assises d'opus spicatum. À l'inverse, la partie haute, du XIIe siècle, est en moyen appareil de pierre de taille blanc comportant un opus sectile rouge et blanc qui forme une frise de carrés sur pointe, apparentée aussi à l'église de Saint-Martin d'Ainay. À l'intérieur, la rénovation récente a rétabli le badigeon, interdisant la lecture des maçonneries sous-jacentes, mais une grande partie de celles-ci avaient déjà été remplacées au XIXe siècle par l'architecte Questel.
L'ensemble des vitraux dont dispose le chœur, comme ceux que possède la nef (mises à part ses trois chapelles gothiques), sont de style contemporain et non figuratifs, réalisés à la fin des années soixante par le maître verrier Brigitte Simon, issue de la grande famille de verriers de Reims.

#### Le transept
Les quatre sobres piles cruciformes de la croisée ne sont pas originales. Elles ont été presque entièrement reprises, et notamment entre 1846 et 1849, à un moment où la coupole a bien risqué de s'effondrer. Les demi-colonnes engagées montant jusqu'aux arcs ont parfois été coupées en partie basse et reprises par des consoles, pour permettre l'installation de grilles (XVIIe siècle), qui ont aujourd'hui disparu. La croisée est coiffée d'une tour-lanterne. L'étage des baies de cette tour-lanterne est somptueusement orné d'une quantité de colonnettes en délit. Cet étage est surplombé par une coupole hémisphérique sur trompes qui clôt l'espace intérieur de l'église, tout en ménageant un oculus prévu pour hisser des cloches au-dessus.

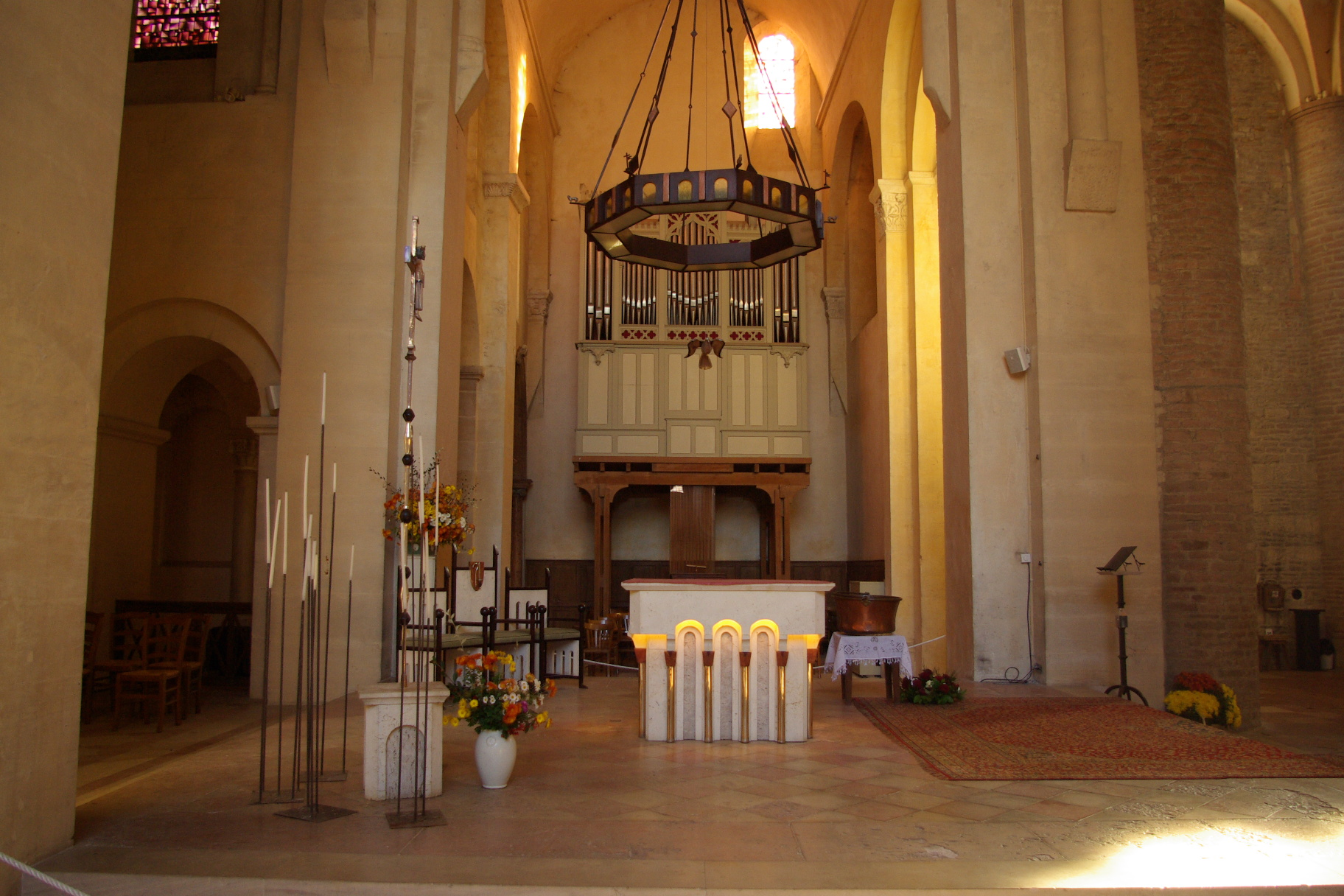
La croisée du transept (avec les éléments de mobilier créés par l'artiste Goudji, vue vers le sud. Au fond : l'orgue de chœur.

La tour de croisée, du XIIe siècle, aujourd'hui désaffectée et inaccessible, a donc été un clocher, dont les six cloches furent volées en 1562 par les calvinistes. Ses façades expriment le plein épanouissement de l'art roman. Ses trois étages ont été construits au cours de chantiers différents, au long du XIIe siècle. Les deux du haut, largement ouverts de trois baies par face, sont finement décorés de frises et chapiteaux comportant des motifs antiquisants : palmettes et surtout pilastres cannelés. Le répertoire formel est assez proche et contemporain de Cluny III. Le dernier étage introduit des jeux de bichromie rouge-blanc.
Les deux bras du transept sont fort différents l'un de l'autre.
Le bras nord du transept est séparé du bas-côté nord de la nef par un mur diaphragme percé d'une arcade modeste au rez-de-chaussée, surmontée d'un arc légèrement brisé à double rouleau, et de deux baies géminées en plein cintre au-dessus, le tout d'une sobriété totale, sans chapiteaux ni colonnettes, avec de simples impostes. Cette sobriété se prolonge sur le mur occidental. Un système différent règne du côté sud. La façade nord a été remplacée à l'époque gothique par une immense baie à remplages.
La chapelle orientée du bras nord du transept, chapelle de Saint Ardain, donne la liste et les dates d'abbatiat de tous les abbés de Tournus depuis 875 jusqu'à la dissolution du monastère.
Le bras sud du transept, plusieurs fois modifié, constitue un casse-tête archéologique. Il est empâté dans des constructions adjacentes et possède des ouvertures aujourd'hui murées, disposées d'une façon étrange. Il est séparé du bas-côté sud de la nef par un très haut arc à double rouleau reposant sur deux colonnes engagées à socles, bases et chapiteaux. Le socle de celle du sud porte une inscription se développant sur deux faces : RENCO ME FECIT.
La chapelle orientée du bras sud du transept est dédiée au Sacré-Cœur. À proximité se trouve un orgue de chœur, de marque Cavaillé-Coll.

#### La nef

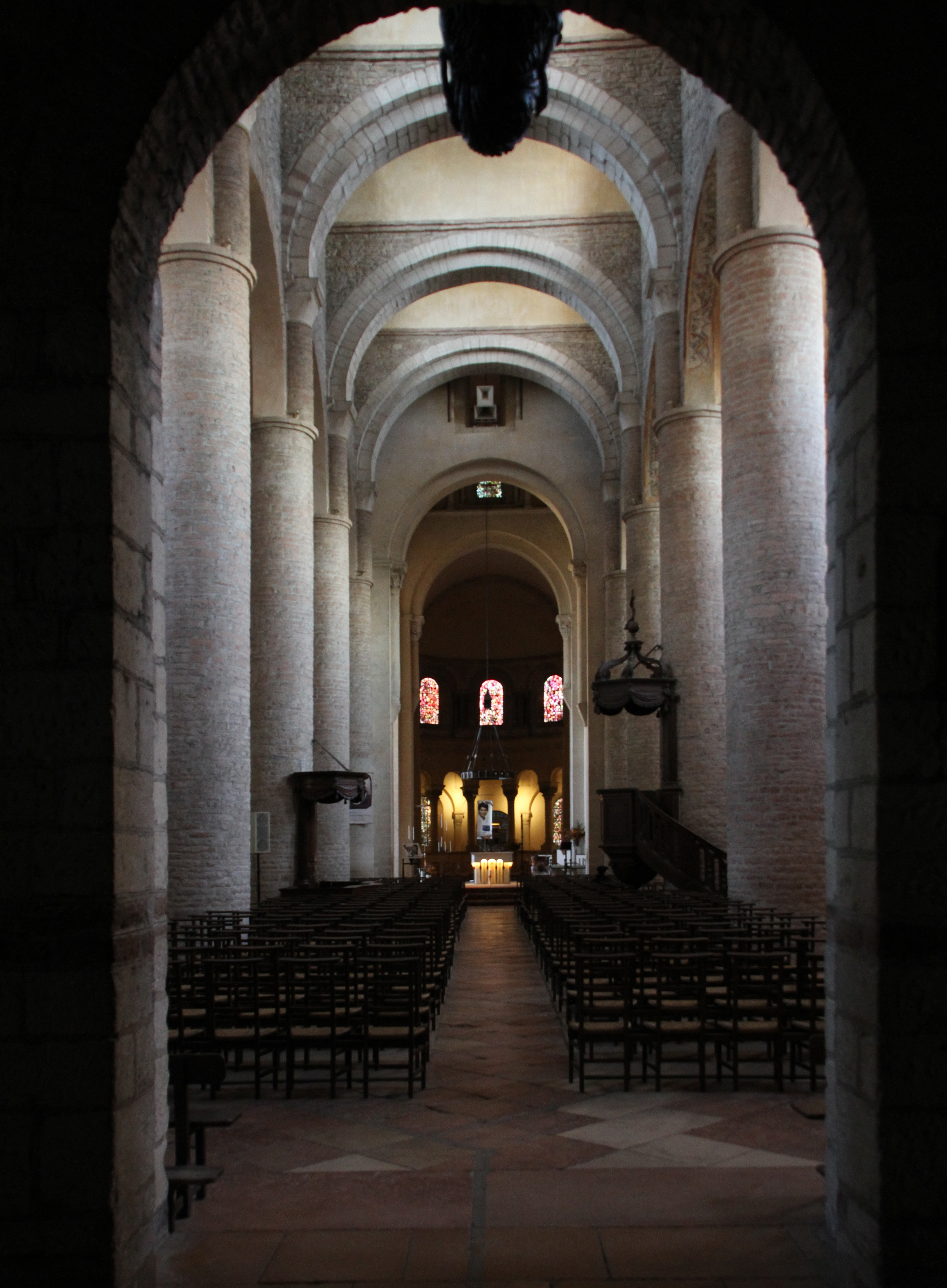
Vue de la nef depuis le narthex.

Le plan de la nef ressemble beaucoup à celui de la salle centrale de la crypte. La nef de l'abbatiale Saint-Philibert est une vaste salle haute, aérée et lumineuse. Elle est plus large que le chevet et que l'avant-nef. Elle est subdivisée en cinq travées dans le sens est-ouest, et en trois vaisseaux dans le sens nord-sud. Toutes les maçonneries verticales, autrefois enduites d'un mortier de chaux et badigeonnées ou peintes, ont été décapées au début du XXe siècle par l'architecte Ventre, et les pierres apparentes jointées. Bien qu'inauthentique, ce décapage, conservé encore aujourd'hui, permet à tout le moins une lecture archéologique des murailles.
La maçonnerie est surtout composée de petit moellons calcaires, avec, dans une partie des surfaces, des bandes horizontales de moyen appareil blanc ressemblant à celui de la crypte.

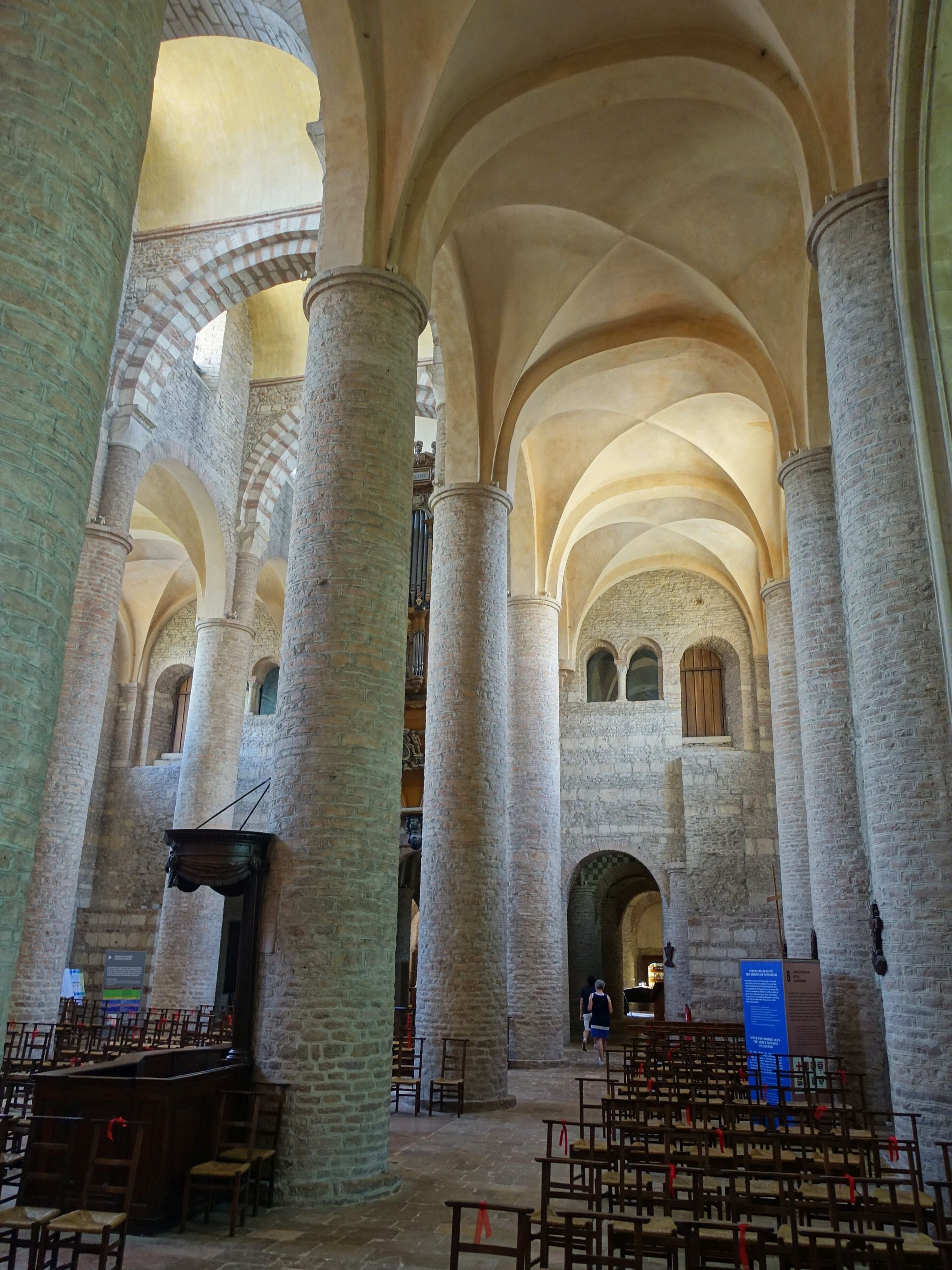
Nefs centrale et latérale, vers le mur ouest supportant l'orgue.

Le système structurel adopté, outre les murailles extérieures nord et sud, utilise des supports verticaux constitués de colonnes rondes libres ou de demi-colonnes engagées. Ces supports sont uniquement montés en petits moellons, et n'ont pour bases et chapiteaux que de modestes débords, simples en bas, doubles en haut, eux-mêmes réalisés en petite maçonnerie. Il n'y a aucun chapiteau, aucune partie de pierre de taille. Les trois nefs sont subdivisées entre elles par deux grandes arcades montant des piliers ronds. Les arcs qui composent ces arcades ne sont pas en plein cintre. Ils sont surhaussés à leur naissance, tandis qu'ils sont légèrement déprimés au sommet. Leur courbure est en anse de panier à trois centres. Le choix de ce profil d'arc est très atypique dans l'art roman. Ces deux grandes arcades, fort minces, portent les murs du vaisseau central, percés à chacune des cinq travées d'une baie en plein cintre qui procure beaucoup de lumière, tant par sa dimension que par sa position très élevée.
Les murs extérieurs ont de très grandes baies qui éclairent abondamment les bas-côtés, fort élevés et voûtés d'arêtes. Ces voûtes d'arêtes et leurs arcs-doubleaux présentent également une forme se rapprochant de celle des grandes arcades.
Le vaisseau central est surélevé par des murs portés par les grandes arcades. Des impostes des piliers ronds montent de courtes demi-colonnes engagées dans ces murs. Ces demi-colonnes engagées ont des chapiteaux monolithiques de calcaire blanc, qui ne sont pas sculptés (chapiteaux à angles abattus), à l'exception d'un seul. Des chapiteaux de ces demi-colonnes partent de grands arcs-diaphragmes à double rouleau, en moyen appareil soigné et apparent, qui articulent les cinq travées de la nef. Du côté de l'avant-nef, le premier arc diaphragme est remplacé par un simple arc formeret, le mur de séparation nef - avant-nef tenant lieu du second rouleau, alors que du côté du chœur, le dernier arc-diaphragme est identique aux précédents.

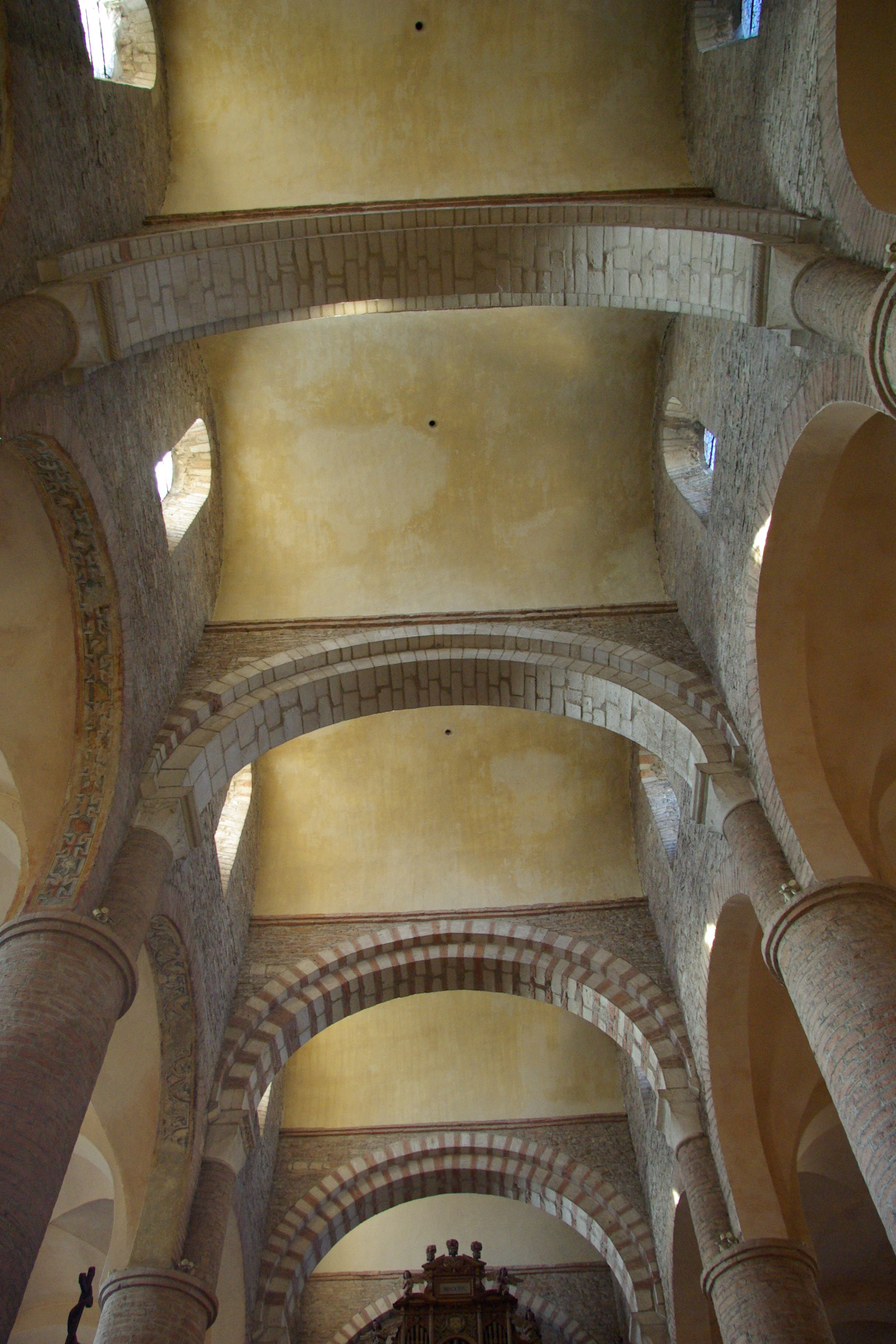
Voûtes transversales en berceau et arcs doubleaux plein cintre.

Les arcs-diaphragmes portent des murs transversaux formant bahut pour recevoir cinq berceaux transversaux, lesquels couvrent entièrement le haut vaisseau. Les clés de ces berceaux en plein cintre culminent à quelques 18 mètres. L'absence de poussées latérales a permis l'ouverture des baies hautes nord et sud mentionnées plus haut, sans le concours de tirants. Ces cinq berceaux transversaux se contrebutent mutuellement à leur ligne de contact, sauf ceux des extrémités qui poussent au vide et sont contrebutés par la partie sommitale de l'avant-nef à l'ouest, et par la tour-lanterne de l'autre côté. Ce système de voûtement singulier a procuré à lui seul une place éminente à l'abbatiale de Tournus dans l'histoire de l'architecture médiévale, car il est presque un cas unique. Réalisé avec virtuosité et précision, il a manifesté une très grande stabilité depuis sa construction. Ce système de voûtement nécessite d'être surmonté d'une charpente, qui réduit en une simple bâtière la forme complexe constituée par les extrados des berceaux. Il y a neuf fermes de charpente, deux entraits traversant l'édifice de part et d'autre de chaque mur bahut.
Le tracé régulateur de la nef est d'une grande simplicité. On a utilisé un module de 185 cm, correspondant à la taille d'un homme grand. De centre à centre des colonnes rondes, chaque travée de la nef centrale fait 4 toises de large et 3 toises de long. Les bas-côtés ont des compartiments de plan carré, de 3 x 3 toises. La hauteur des colonnes rondes, du socle à l'imposte, est de 5 toises. Le triangle dit égyptien (triangle rectangle de côtés 3 - 4 - 5) forme donc le principe organisateur de la nef, avec probablement des prolongements tant symboliques que pratiques, pour le maître-maçon. Enfin, en comptant 8 toises au-dessous des clés des grands arcs diaphragmes, on arrive à quelques centimètres en dessous du sol actuel, avec 1 % seulement d'écart entre le plus haut et le plus bas de ces arcs. Relevons enfin que les demi-colonnes qui portent ces arcs font une toise de hauteur.
Des énigmes subsistent dans la nef de Tournus. Les sutures de la nef avec l'avant-nef à l'ouest et avec le transept à l'est sont complexes. Elles s'expliquent notamment par le phasage des travaux : il a fallu constamment disposer d'une sanctuaire utilisable, alors que d'autres parties étaient en chantier. Mais on retrouve, étrangement, ce même système de sutures asymétriques dans la salle centrale de la crypte. La nef est aujourd'hui un espace aéré, mais il faut se rappeler qu'elle a été autrefois encombrée notamment par deux escaliers droits très importants, longeant les murs gouttereaux en montant vers l'ouest, qui donnaient accès à l'étage de l'avant-nef. Il n'en subsiste que les portes autrefois situées à leur sommet, qui ouvrent aujourd'hui dans le vide.
Trois chapelles gothiques sont adossées au mur nord de la nef, toutes ornées de vitraux contemporains créés par le maître verrier Pierre Choutet : la chapelle du Saint-Sacrement, la chapelle de la Sainte-Famille et la chapelle des fonts baptismaux. L'une de ces chapelles abrite depuis 1997 une œuvre de l'artiste Michel Bouillot datant de 1980-1981 : un retable ayant pour thème l'Adoration des Bergers, composition initialement réalisée pour orner la chapelle du bourg de Mazille. Au-dessus de l'autel de l'une de ces chapelles du XVe siècle est visible un tableau de l'artiste espagnol Francisco Jubany, peint vers 1820 et intitulé Présentation de Marie au Temple : placée au centre du tableau, tendrement encadrée par ses parents, Marie est reçue au sommet des marches par le grand-prêtre Zacharie, dans une architecture de temple antique, tandis qu'au-dessus d'elle des nuages sont transpercés par la lumière divine. 
Le mur ouest de la nef supporte un orgue remarquable, de 32 registres, qui date de 1629 et est classé MH (en 1840 pour le buffet et le 21 novembre 1967 pour la partie instrumentale). Il est dû à Jehan de Herville, facteur d'orgues à Troyes, et Gaspard Symon (pour le buffet) et se trouve être le plus ancien du diocèse d'Autun ; il a trois organistes co-titulaires, chargés du service liturgique : Jean-Louis Bertucat, Gérard Goudet et Bernard Marthouret (2018). Après une longue et minutieuse restauration réalisée par le facteur d’orgue Jean Deloye (Audelange, Jura), le grand orgue de l’abbaye est inauguré le 27 mai 1990, par Michel Chapuis, à l'issue d'une restauration lancée à l'initiative d'un Comité pour la rénovation de l'orgue de l'abbatiale de Tournus. Chaque année, sur quatre jours, un festival intitulé Orgue en Ascension (15e édition en 2025) permet au public de se rendre compte des exceptionnelles capacités de cet instrument.

Nef
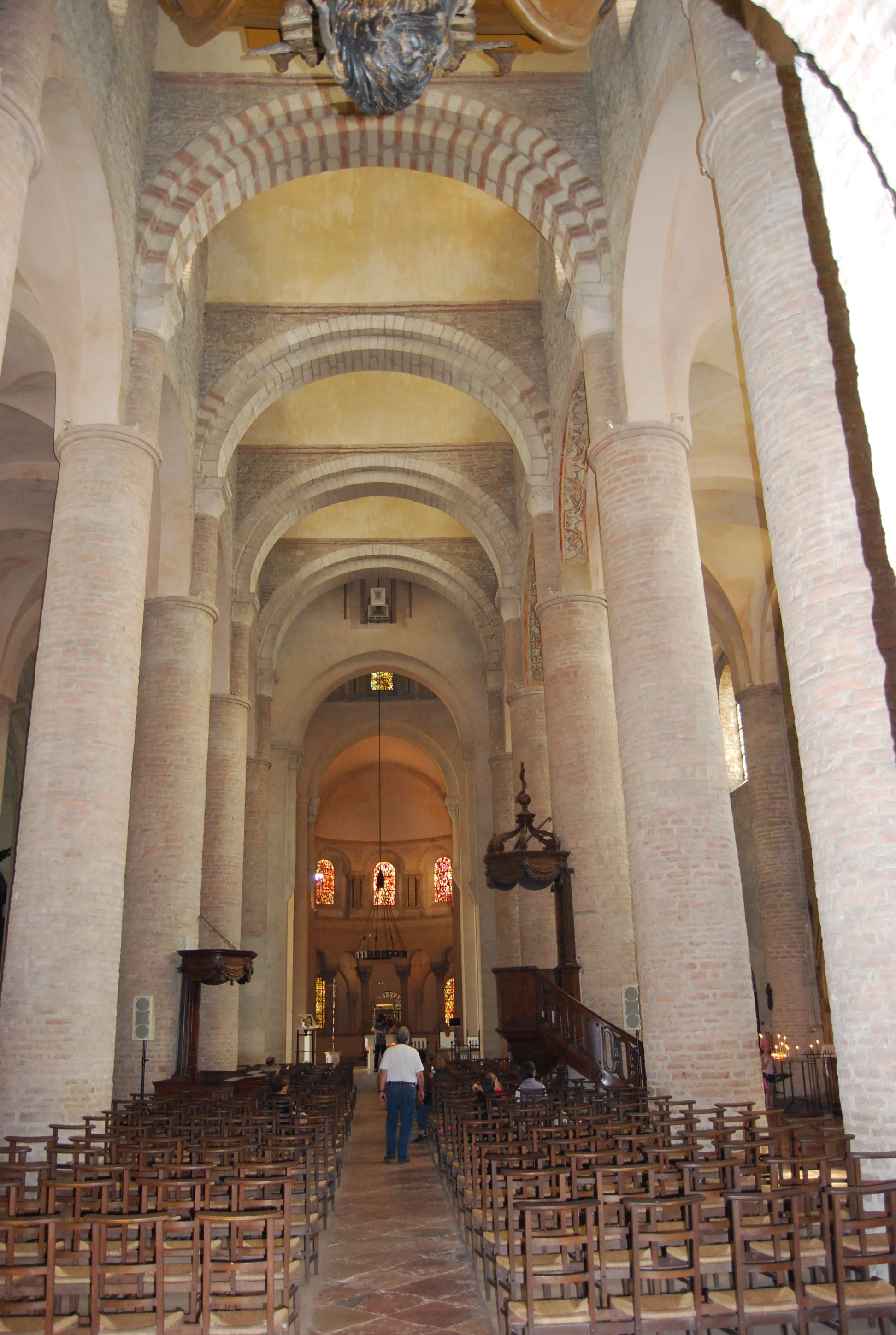
Vaisseau principal.
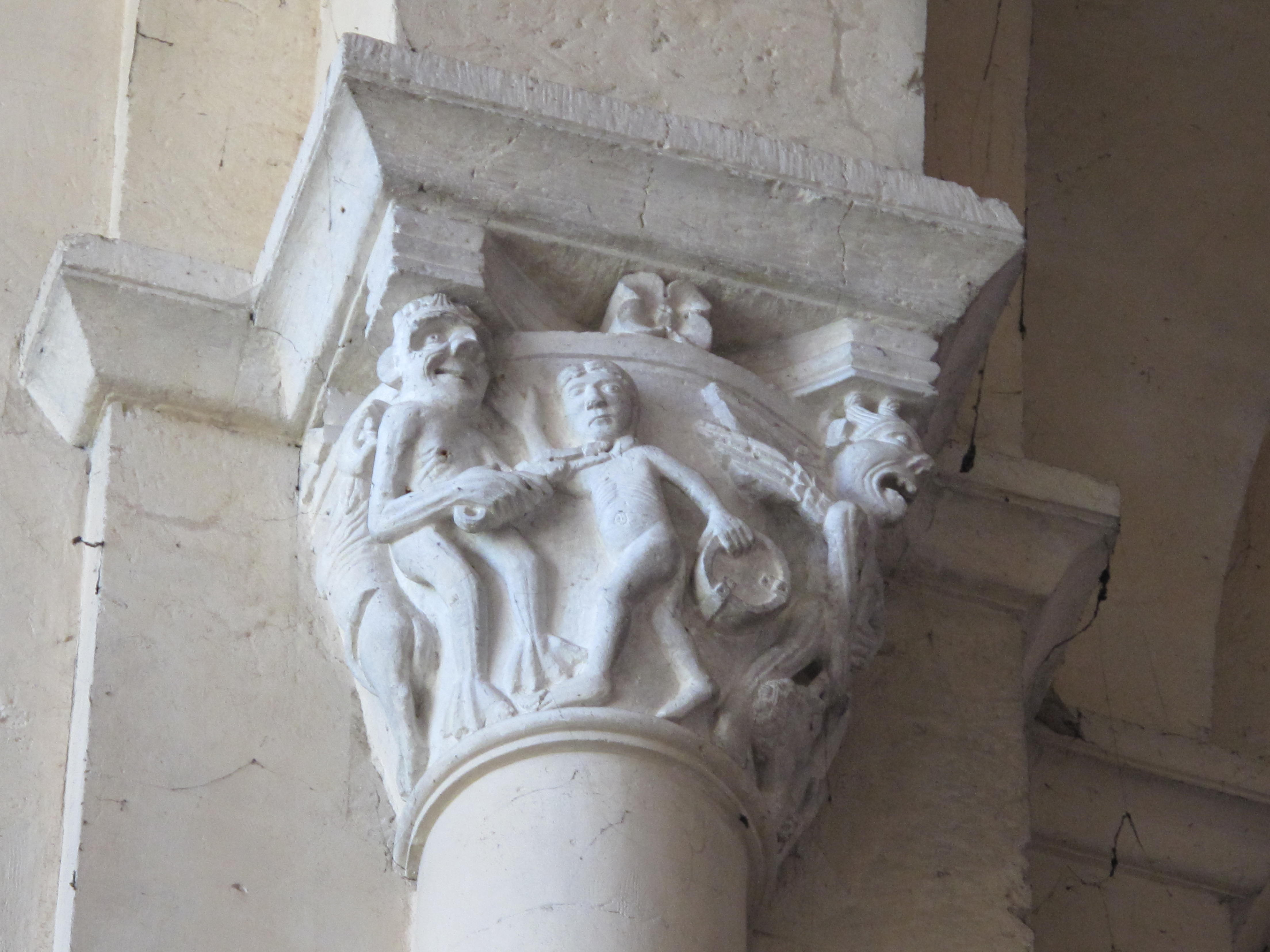
Chapiteau de la nef principale.
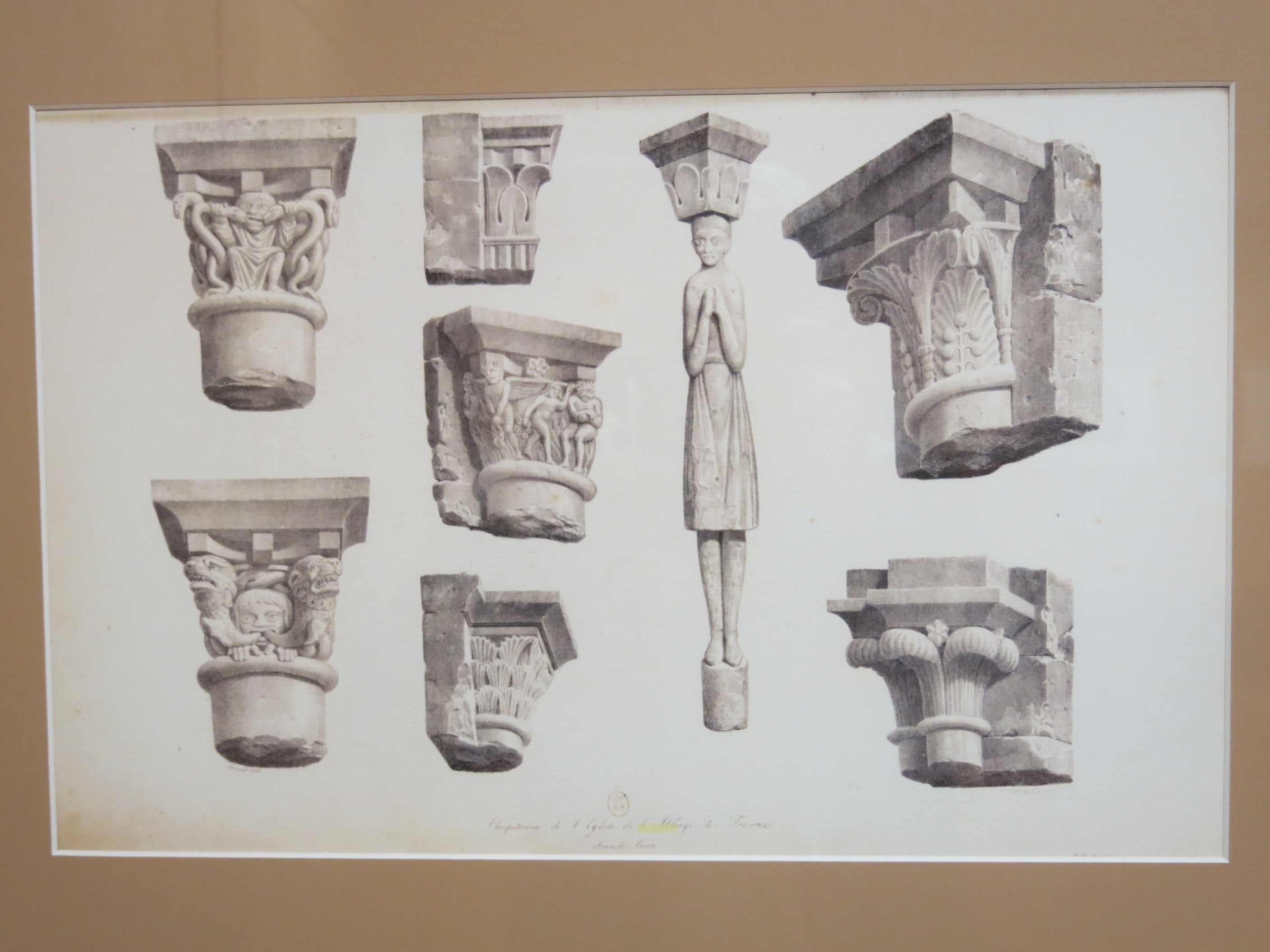
Chapiteaux des colonnes de la nef principale.
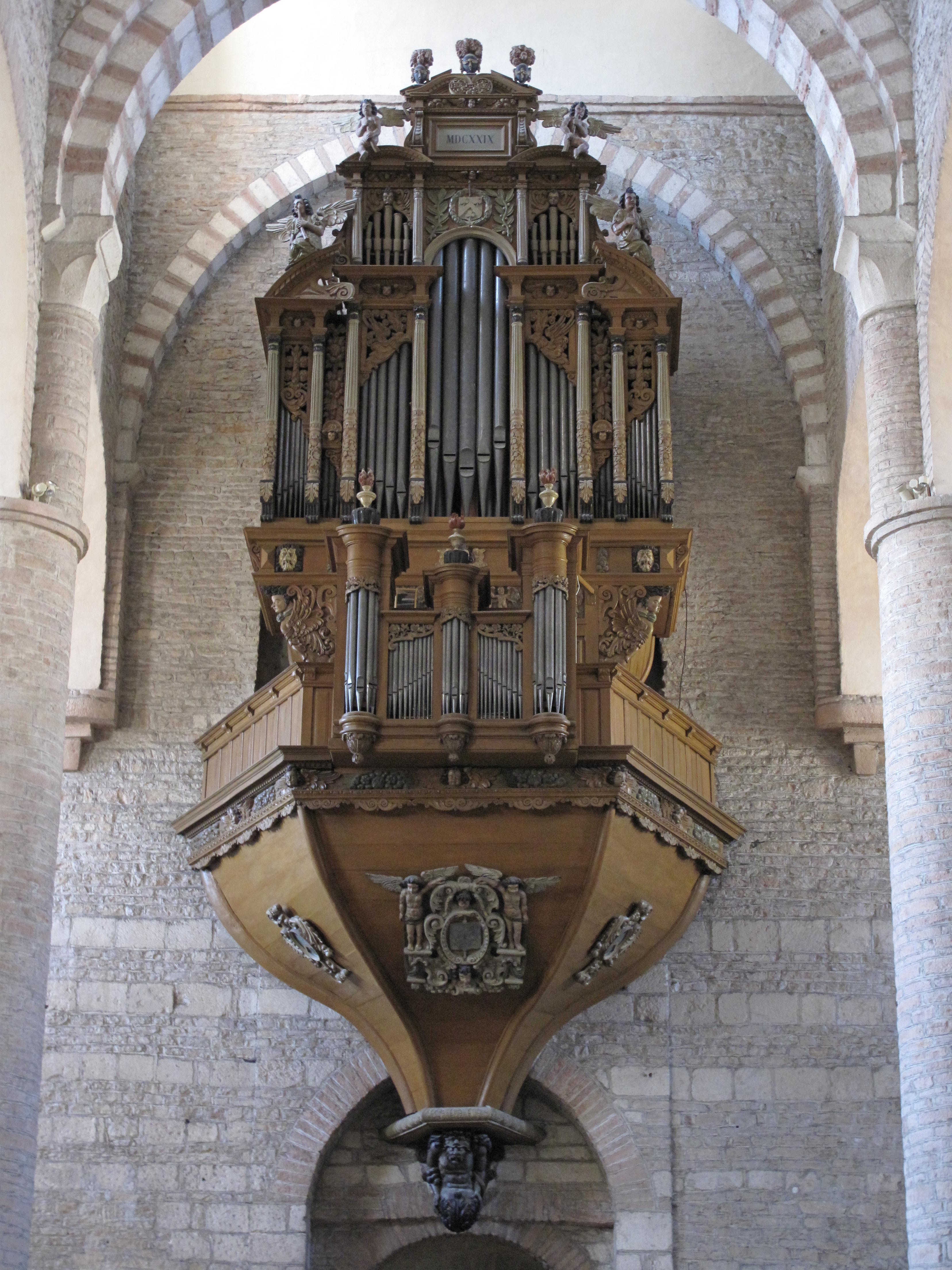
Grand orgue.
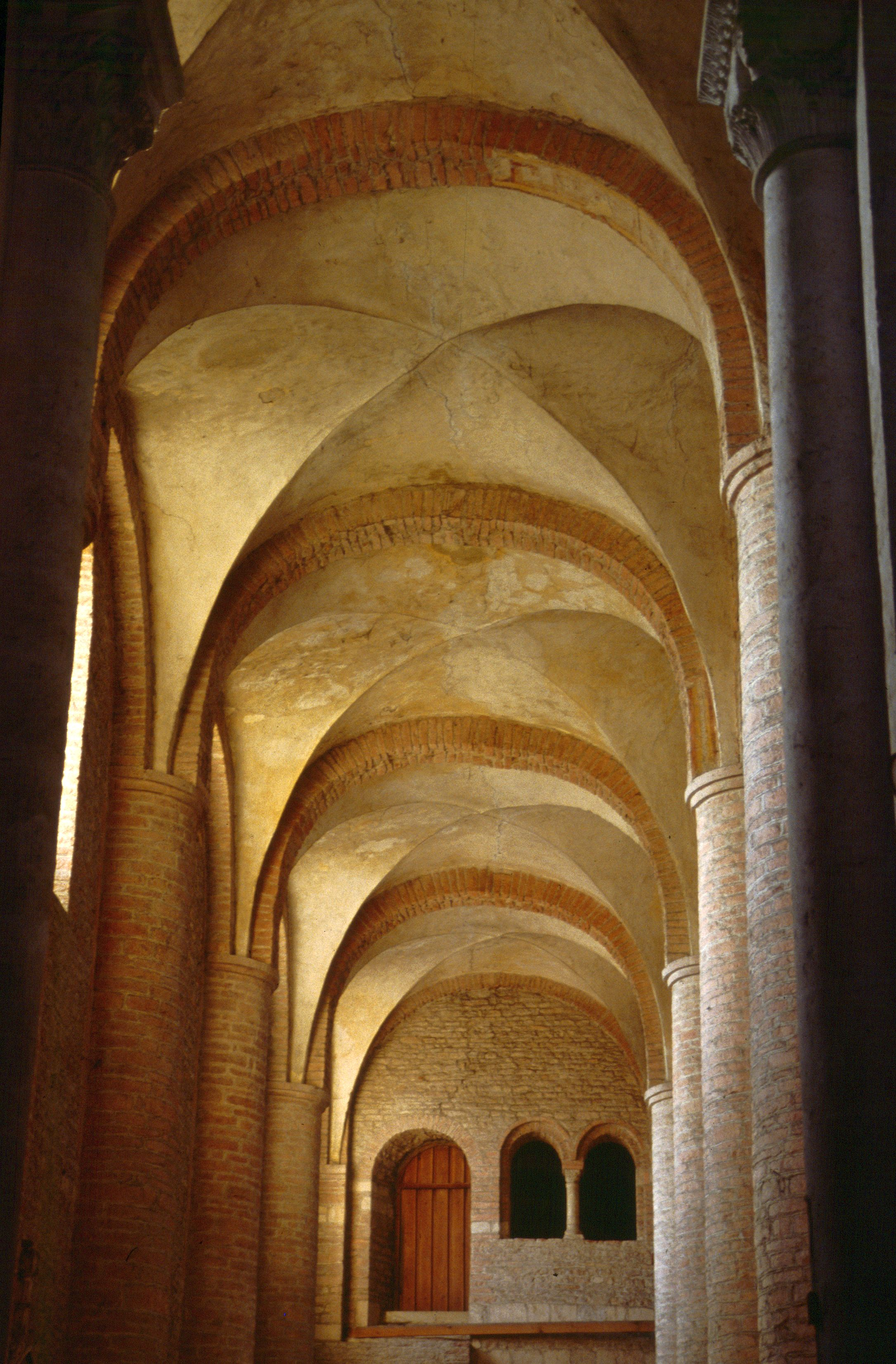
Bas côté de la nef.

#### L'avant-nef ou narthex
L'avant-nef (ou narthex) est construite à l'ouest de la nef. C'est un bâtiment qui est à la fois moins large et légèrement plus élevé que la nef.
À l'extérieur, on observe une maçonnerie de petit appareil ocre avec insertion, d'une manière relativement irrégulière, de rangs de moyen appareil blanc (« chaînages » faits de gros blocs parallélépipédiques de calcaire de lagon pisolithique). Les façades sont composées d'un jeu complexe de lésènes et de frises d'arceaux (bandes lombardes) jouant avec les ouvertures. On observe des irrégularités inexplicables dans cette composition, et notamment dans la relation entre la composition murale et les baies. Seules les façades ouest et nord, donnant sur la place, peuvent être appréhendées dans leur ensemble. La façade sud est en partie masquée par deux locaux qui la flanquent, l'actuel vestibule et l'ancien chauffoir, aujourd'hui musée lapidaire.

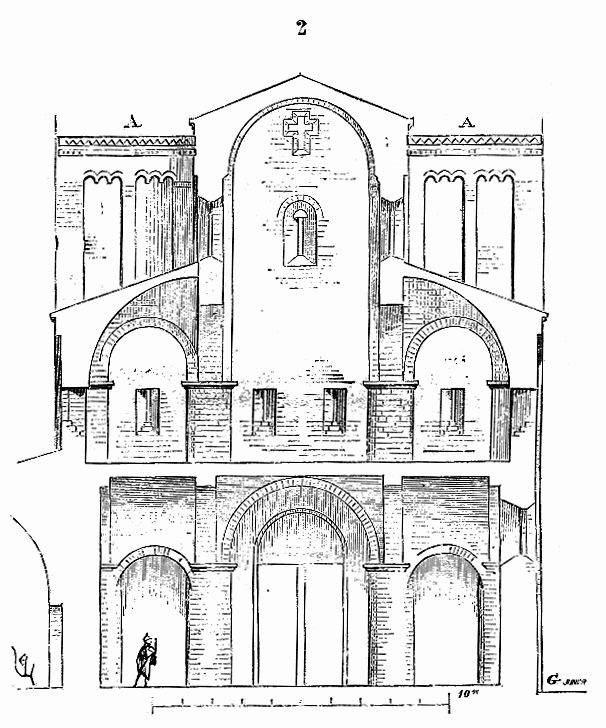
Élévation des deux étages du narthex ou avant-nef.

L'élévation de l'avant-nef comporte, de bas en haut :
- un rez-de-chaussée, faisant actuellement fonction d'espace d'accueil, librement ouvert sur la nef et le sanctuaire ;
- une salle de même superficie, actuellement dénommée chapelle Saint-Michel ;
- deux tours surplombant cette chapelle (aux angles sud-ouest et nord-ouest), l'une d'elle, celle du nord, ayant été surélevée au XIIe siècle par l'adjonction d'un beffroi dans lequel se trouvent de nos jours les quatre cloches de l'abbatiale[18], fondues en 1737 et en 1803 pour les plus anciennes (classées au titre des monuments historiques en 2021[19]) et en 1925 pour les deux autres.

##### Rez-de-chaussée du narthex
Le rez-de-chaussée de l'avant-nef est une salle de plan rectangulaire subdivisée en trois vaisseaux de trois travées chacun. Cette salle est peu éclairée, et compte sept portes dont deux sont aujourd'hui murées. La grande porte occidentale, au milieu de la façade, est une recomposition du XIXe siècle. Le sol est un dallage de pierre comportant beaucoup de dalles funéraires datant des XIIe au XVIIIe siècle. Quatre d'entre elles, en outre, sont de forme circulaire et deux sont ovales.
Les supports du voûtement de pierre sont, comme dans la nef, des colonnes rondes et des demi-colonnes engagées dans les murs de pourtour. Tout est construit en petit moellon, y compris les arcs, où le choix de matériaux plats et calibrés de couleur rose semble vouloir imiter la brique. Les piliers n'ont pas de socle, plongeant directement dans l'actuel dallage de pierre, mais il semble bien que le sol primitif ait été nivelé au XVIIIe siècle par un remblai, à environ 55 - 60 cm au-dessus du niveau primitif. Les socles seraient donc immergés dans le sol actuel, et l'impression faussée, la salle étant primitivement plus haute. Les piliers se terminent en haut par de simples impostes à double ressaut. Tous les arcs sont en plein cintre.
En raison de la présence d'un étage, toutes les voûtes de ce rez-de-chaussée culminent pratiquement à la même hauteur. Sur les bas-côtés règnent des berceaux transversaux alors que la nef centrale est voûtée d'arêtes. Le système de voûtement est donc inversé par rapport à la nef, décrite ci-dessus. Le contrebutement ouest est assuré par le poids de l'étage, sans contrefortage. Des contrebutements nord et sud seraient inutiles, car les voûtes en berceaux transversaux ne poussent pas dans ces directions. À l'est, un massif surépaississant et le poids des murailles jouent la même fonction.
La suture avec la nef est énigmatique. Au centre se trouve une grande porte, construite entièrement en moyen appareil blanc, dont les vantaux de bois ont disparu, mais dont les gonds subsistent. Sur les côtés, deux passages largement ouverts ne conservent par contre pas de trace évidente d'un système de fermeture. À noter également que les piles engagées dans ce mur le traversent de part en part et font saillie au fond de la nef. Sur les voûtes subsistent des peintures, toutes postérieures à la construction.
Ce rez-de-chaussée est un pastiche, c'est-à-dire une copie, à échelle réduite (environ 1:5), de la célèbre basilique de Maxence construite à Rome vers 310-320. La réplique est exacte en ce qui concerne les proportions, tant en plan qu'en élévation, sauf pour la hauteur des bas-côtés. Cette dernière a, en effet, dû être portée presque à la hauteur du vaisseau central, pour recevoir le sol de l'étage. Il y a par contre transposition complète en ce qui concerne les matériaux, puisque la basilique de Maxence était faite de béton parementé de brique et recouvert d'un immense opus sectile de marbre, tous matériaux remplacés à Tournus par la seule pierre calcaire enduite à la chaux et recouverte de badigeons. Le système de voûtement (décrit ci-dessus) est également repris de la basilique de Maxence, ainsi que le contrebutement par des tours du côté ouest. Maintes fois copiée jusqu'à notre époque, la basilique de Maxence ne l'a toutefois jamais été aussi littéralement qu'à Tournus. La présence à Tournus d'une réplique de la basilique de Maxence et Constantin s'explique selon toute probabilité par la croyance, alors bien établie, que la vision céleste apparue à l'armée de Constantin, suivie d'un rêve nocturne de ce dernier, avait eu lieu en 312 aux environs de Chalon-sur-Saône, alors que Constantin descendait sur Rome pour en découdre avec son rival. Ce tournant décisif dans l'histoire du christianisme, s'étant produit à Chalon, rehaussait d'un éclat tout particulier les premiers évangélisateurs de cette région, saint Marcel et saint Valérien.

Rez-de-chaussée de l'avant-nef ou narthex
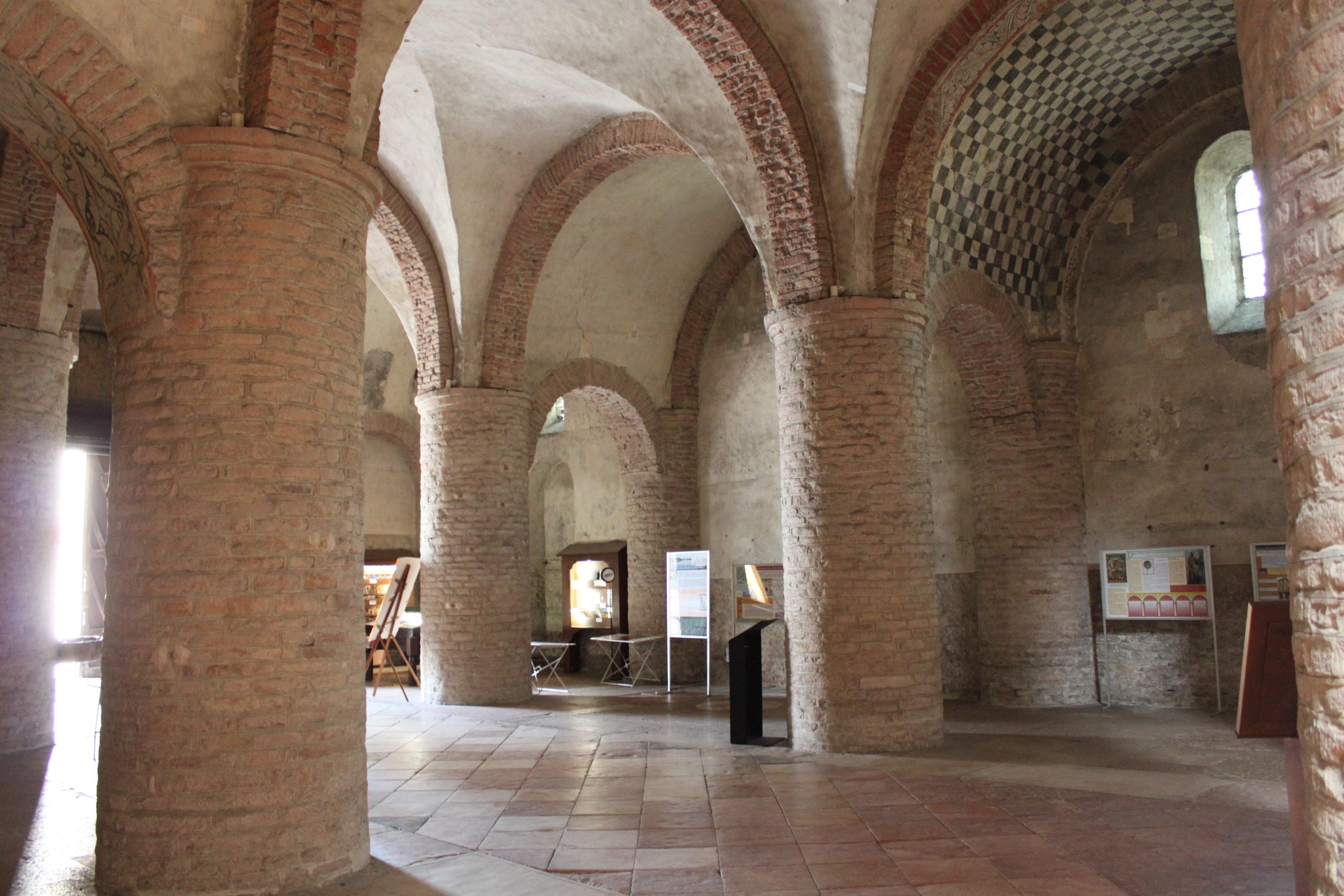
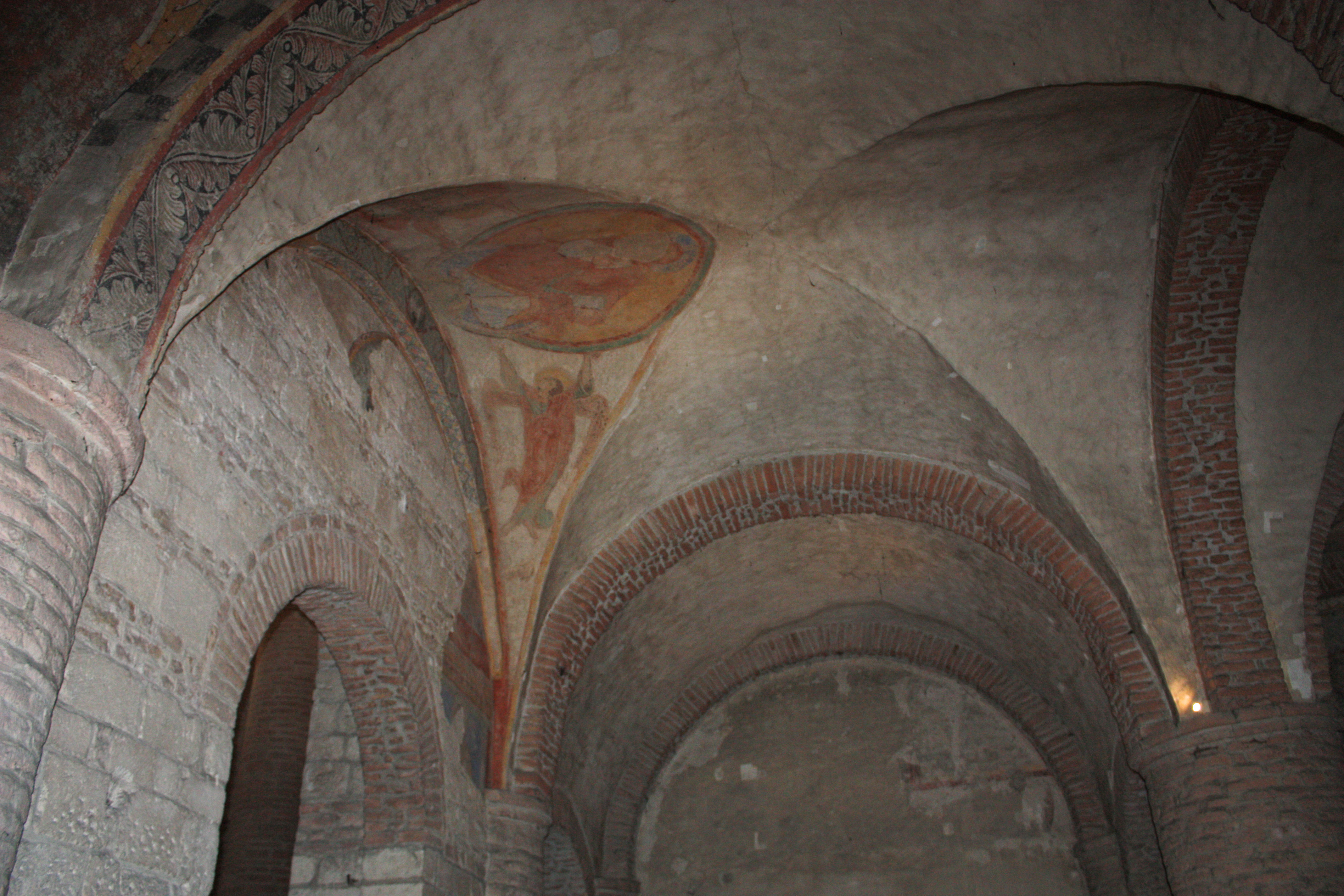
Voûte d'arêtes, fresque.
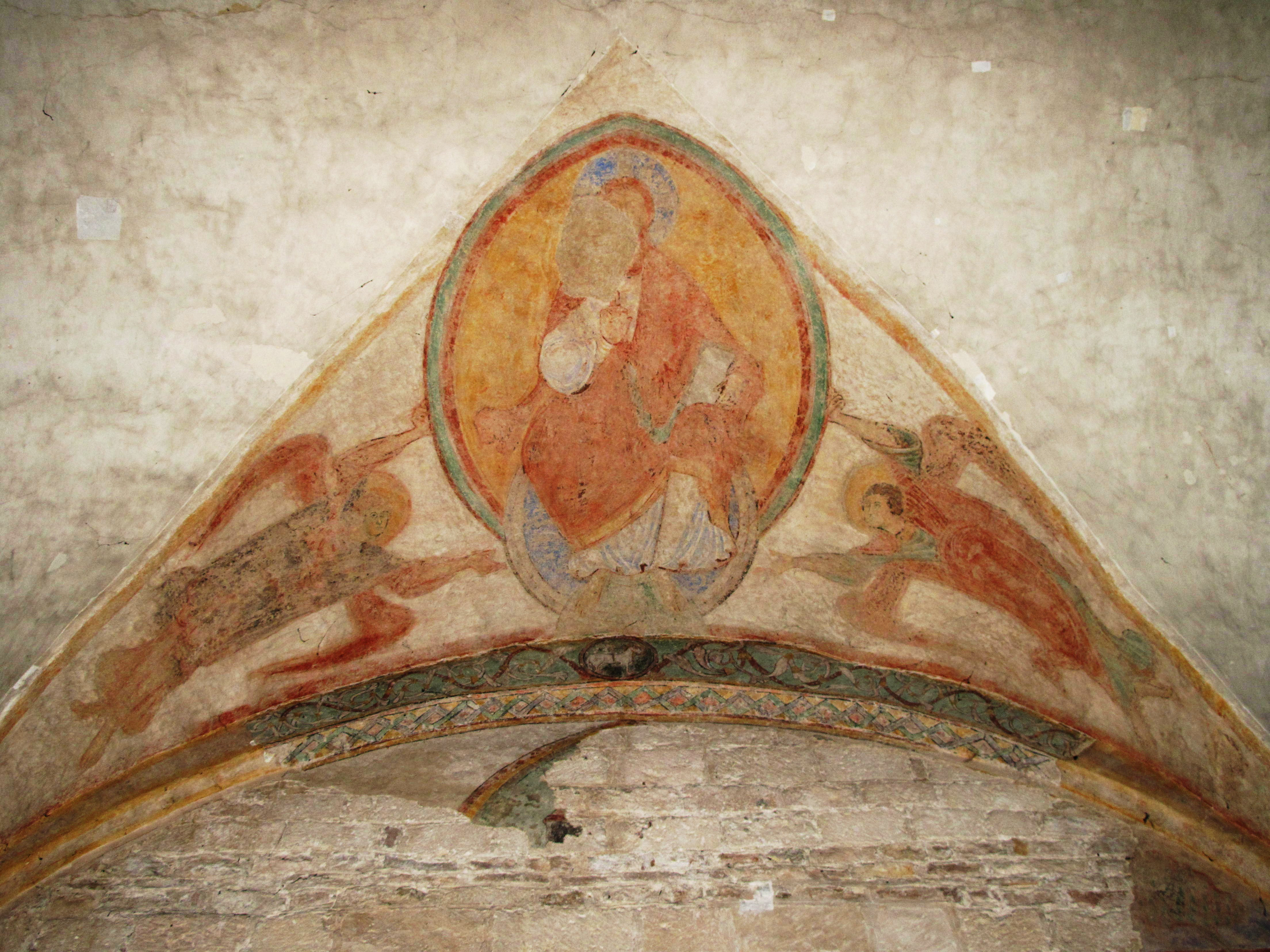
Fresque du narthex.

##### Chapelle Saint-Michel et autres salles supérieures
L'étage, dénommé chapelle Saint-Michel, surplombe la salle du rez-de-chaussée. Il est largement éclairé par une série de meurtrières à large ébrasement intérieur, puis, dans les murs du vaisseau central, par de grandes fenêtres en plein cintre. Le même système de piliers et demi-piliers ronds que dans la nef et dans la salle inférieure se retrouve ici, sauf aux quatre angles. Le vaisseau central, plus élevé qu'au rez-de-chaussée (12,35 m contre 7,30 m), est voûté en berceau plein cintre, alors que les bas-côtés sont partiellement voûtés en demi-berceaux. La travée ouest, surplombée par les tours, n'est voûtée qu'au vaisseau central.
Le mur est de la chapelle Saint-Michel est complexe. Au centre, une cloison de bois moderne donne accès à l'orgue. À son emplacement se trouvait autrefois une abside en encorbellement sur la nef, dont seule la console subsiste : elle a été réutilisée pour appuyer le buffet d'orgue du XVIIe siècle et est totalement noyée par celui-ci. Cette abside est encadrée par un arc triomphal (dit « arc de Gerlannus ») qui paraît rapporté, car il ne supporte rien, et qui comprend des éléments sculptés : deux colonnes avec bases et chapiteaux ainsi que, au-dessus, une plaque portant une inscription. De part et d'autre de cet arc s'ouvrent deux baies géminées en plein cintre avec colonnettes, permettant de voir dans la nef comme depuis une tribune. Aux angles de cette façade Est de la chapelle se trouvent les portes d'accès primitives. Pour rattraper autant que possible les bas-côtés de la nef, qui est plus large, les embrasures de ces portes rognent même dans l'extrémité des murs latéraux. Au-dessus de l'arc triomphal se trouve une galerie de bois à double étage, avec des portes donnant accès à l'orgue et au comble de la nef.
En dépit de son aspect actuel, désaffecté et dépouillé, la chapelle Saint-Michel est construite de manière très savante. On y dénote un emploi raffiné des porte-à-faux : pour éviter leur déversement en rez-de-chaussée, les quatre piliers ronds ne sont pas exactement superposés à ceux d'en dessous ; les voûtes s'appuient sur des corniches à modillons, rétrécissant ainsi un peu leur portée ; et même l'arc de Gerlannus s'appuie partiellement sur les voûtes du rez-de-chaussée au lieu d'être superposé au mur de séparation nef - avant-nef. Par ailleurs, le voûtement en berceau du haut vaisseau ne semble pas avoir été prévu au départ, puisqu'aucun contrefortage n'a été mis en place, à l'extérieur, pour lutter contre le déversement d'une voûte. Ce problème a été résolu par la pose de tirants en bois de chêne reliés à des ancres métalliques. Dans la travée ouest, le poids des tours suffit à remplacer l'action des tirants. Bien que les demi-berceaux contrebutassent beaucoup trop bas les poussées obliques du berceau central et que de grandes baies eussent été hardiment ménagées dans les murs porteurs de la voûte en berceau, la construction de la chapelle s'est avérée, grâce notamment aux tirants, d'une extraordinaire stabilité jusqu'à aujourd'hui. Il n'y a aucune charpente : la couverture est posée à même les voûtes, sur les demi-berceaux des bas-côtés comme sur le berceau central. Sans relation architectonique avec la basilique de Maxence, la chapelle Saint-Michel pourrait par contre, par hypothèse, évoquer l'abbatiale de Noirmoutier, où se trouvait le tombeau initial de saint Philibert, mort en 685.
En haut des deux tours se trouvaient deux salles hautes voûtées, très largement éclairées par pas moins de dix baies chacune (trois sur chaque grand côté et deux sur chaque autre). La voûte de la salle haute de la tour sud s'est écroulée à la suite des exactions des protestants en 1562. Elle reposait, comme celles de la chapelle Saint-Michel, sur une corniche en saillie, toujours visible. Ces salles hautes, accessibles par des escaliers de bois, peuvent-elles avoir été primitivement des chapelles dédiées aux archanges, comme celles de Cluny III ?[réf. nécessaire]
Au XIIe siècle, la tour nord est surélevée par la construction du clocher rose. De plan carré, ce clocher, greffé sur une tour de plan oblong, se trouve, du côté est, en porte-à-faux sur un arc. Un vestige de l'ancienne tour continue de couvrir l'espace restant. La couleur rose du clocher de façade provient du matériau utilisé, le « marbre » de Préty. Le premier étage est composé sur chaque face de deux baies géminées surmontées d'archivoltes et encadrées par des pilastres. L'étage sommital reprend le rythme ternaire du clocher du chœur. Richement orné de pilastres, modillons et colonnettes en délit, il comprend de plus des cariatides d'angle et deux statues-colonnes. Ces sculptures ont un canon très allongé, parce qu'elles sont appelées à être vues en forte contre-plongée.
Les deux statues-colonnes formant meneau entre les baies représentent les deux saints honorés à Tournus. Les statues originales ont été déposées en raison de leur état, et on peut les admirer de près dans le chauffoir. Au nord, saint Philibert est reconnaissable à son bâton abbatial, qu'il tient de la main droite. Le visage est austère et émacié, les yeux forés au trépan. Au sud se tient saint Valérien, reconnaissable à la palme du martyre. Le visage de Valérien paraît emprunter à celui de la célèbre statue équestre en bronze de Marc Aurèle, qu'on croyait au Moyen Âge être celle de Constantin. À noter que les deux saints sont représentés côte à côte et sur un pied d'égalité. Saint Philibert est logiquement placé au nord, alors que Valérien, venu de Lyon, est au sud. À noter aussi l'absence iconographique d'Ardain de Tournus, devenu saint Ardain, ancien abbé du monastère, constructeur au XIe siècle d'une partie de l'abbatiale.

Étages supérieurs de l'avant-nef ou narthex
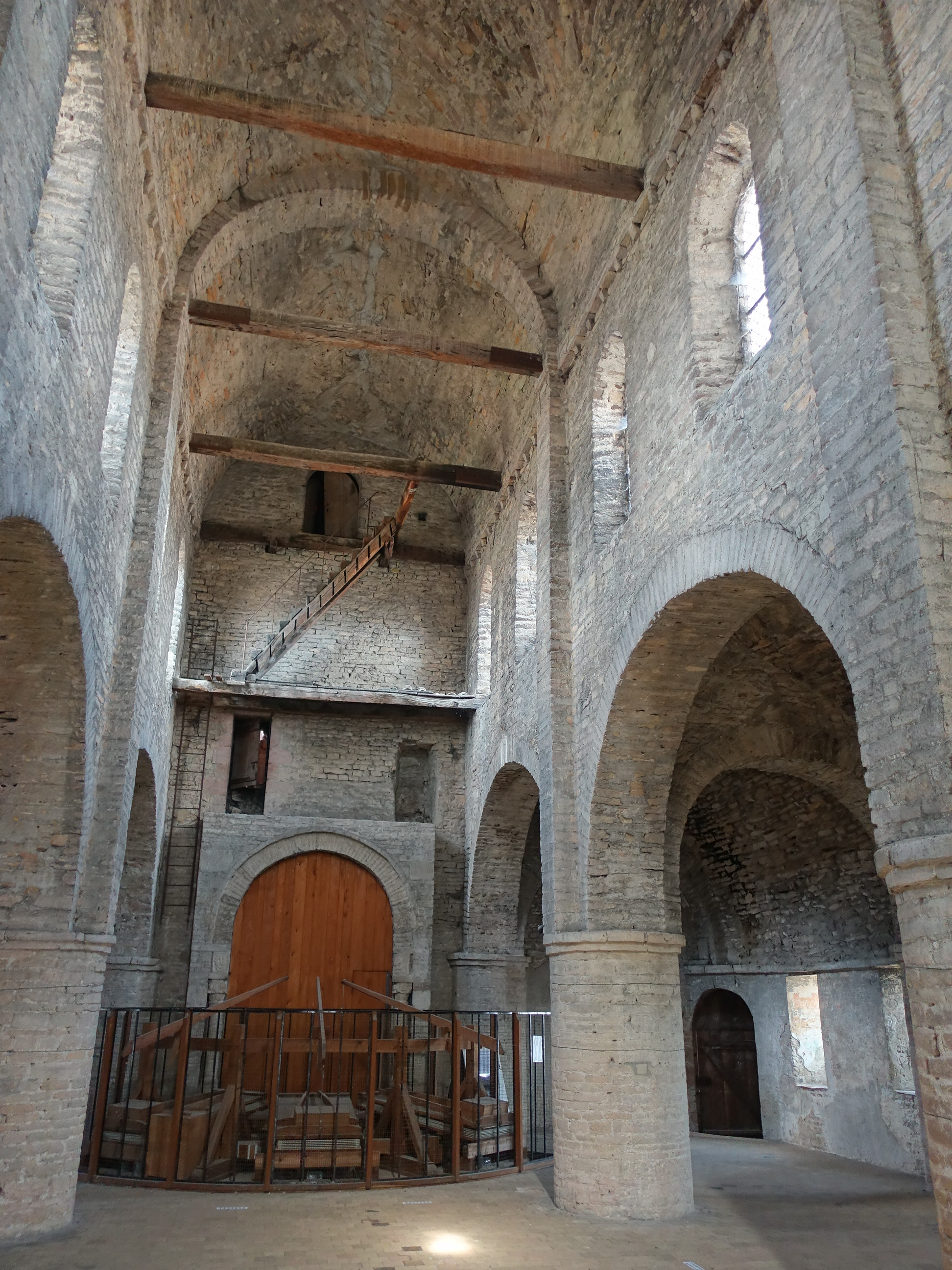
Chapelle Saint-Michel, à l'étage du narthex.
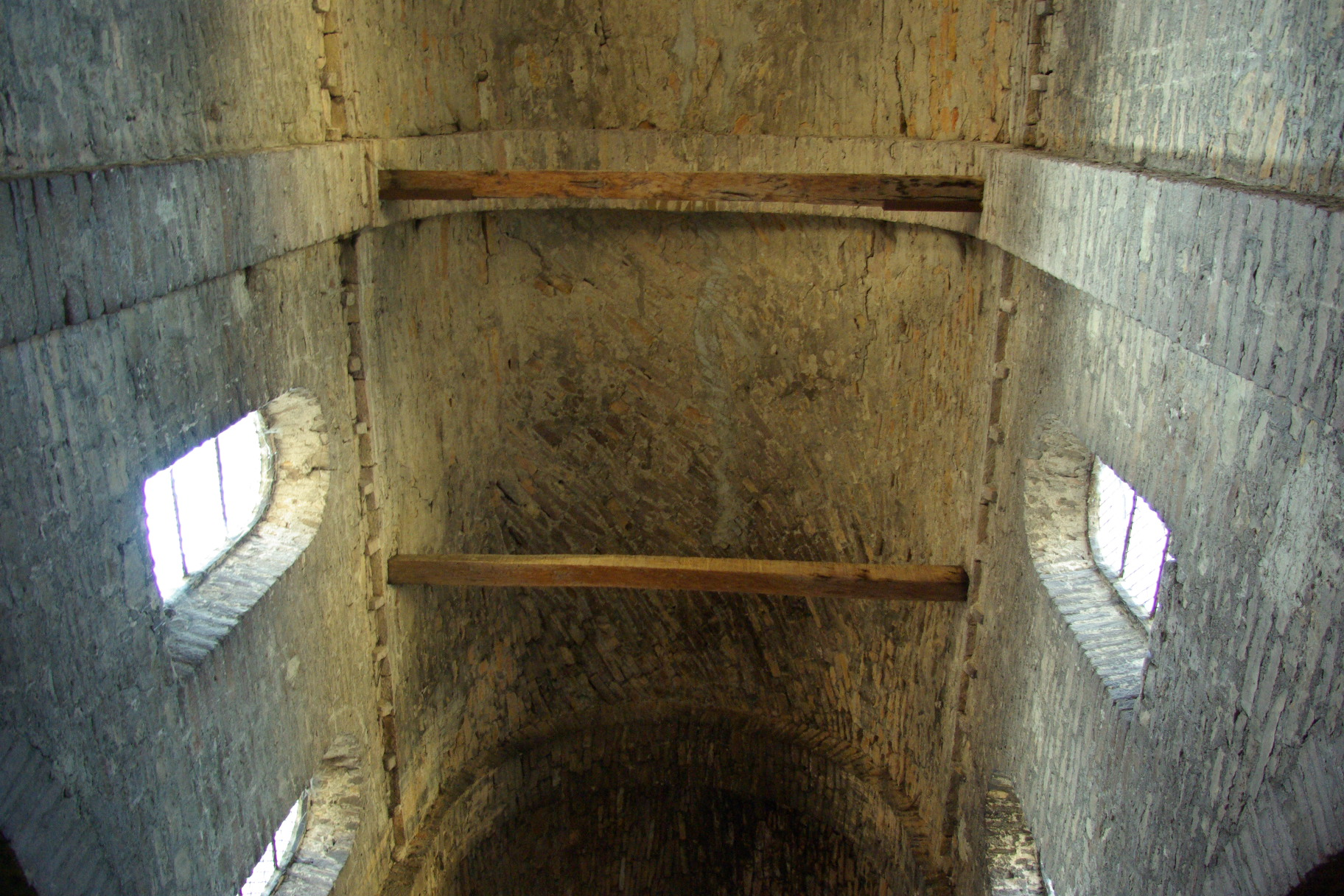
Voûtes de la chapelle Saint-Michel.
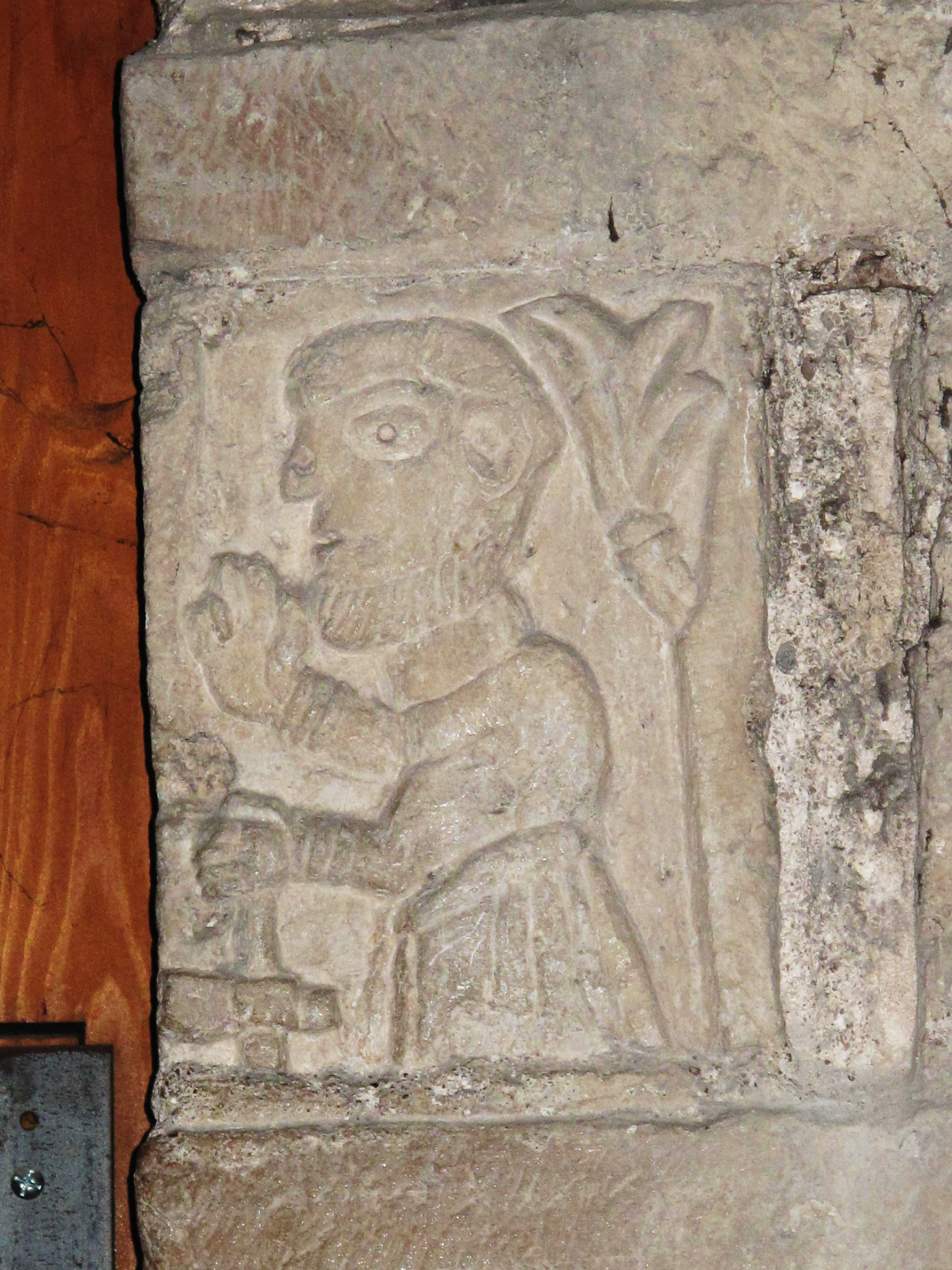
Sculpture d'homme dans la chapelle Saint-Michel.
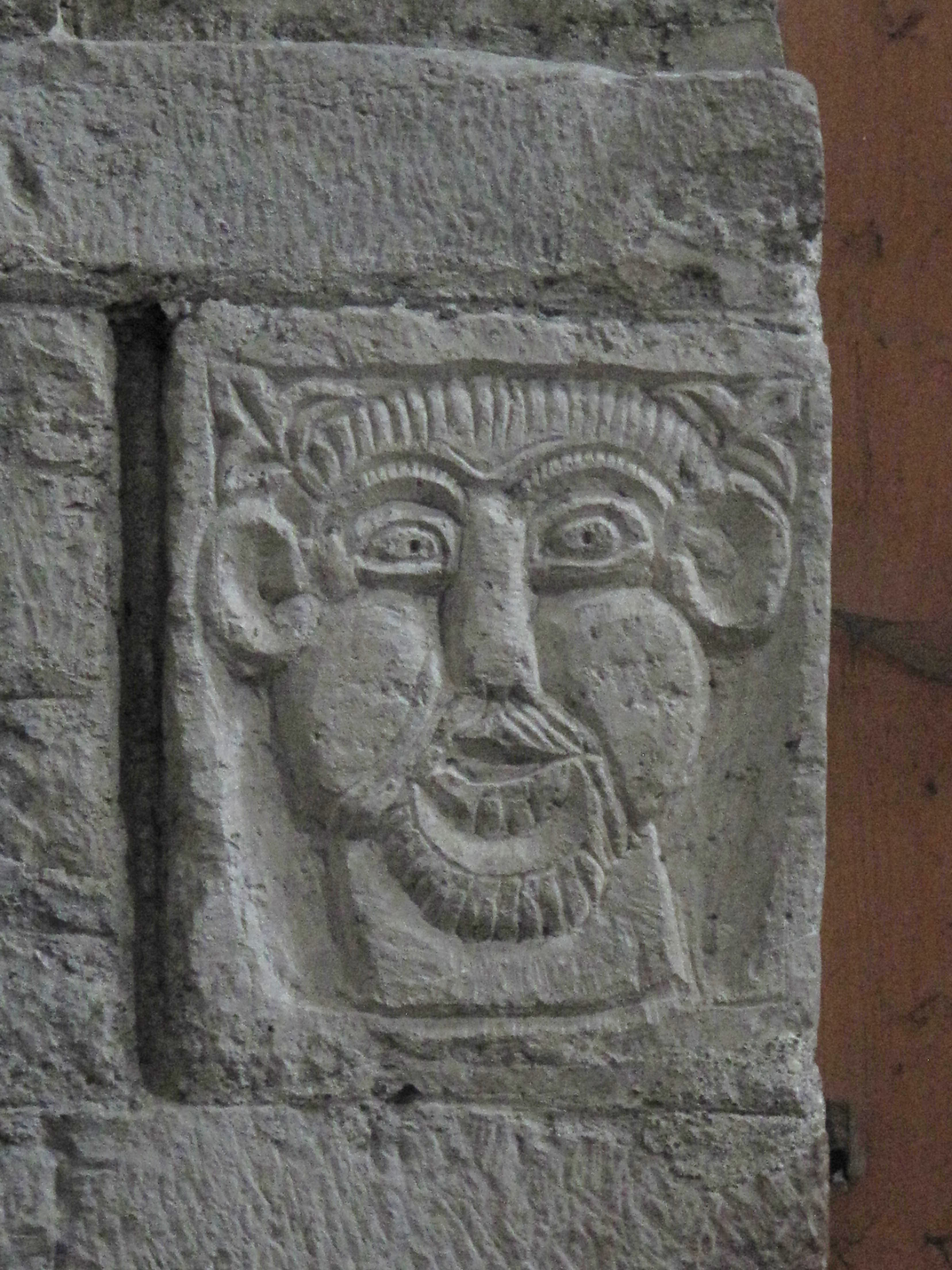
Visage dans la chapelle Saint-Michel.
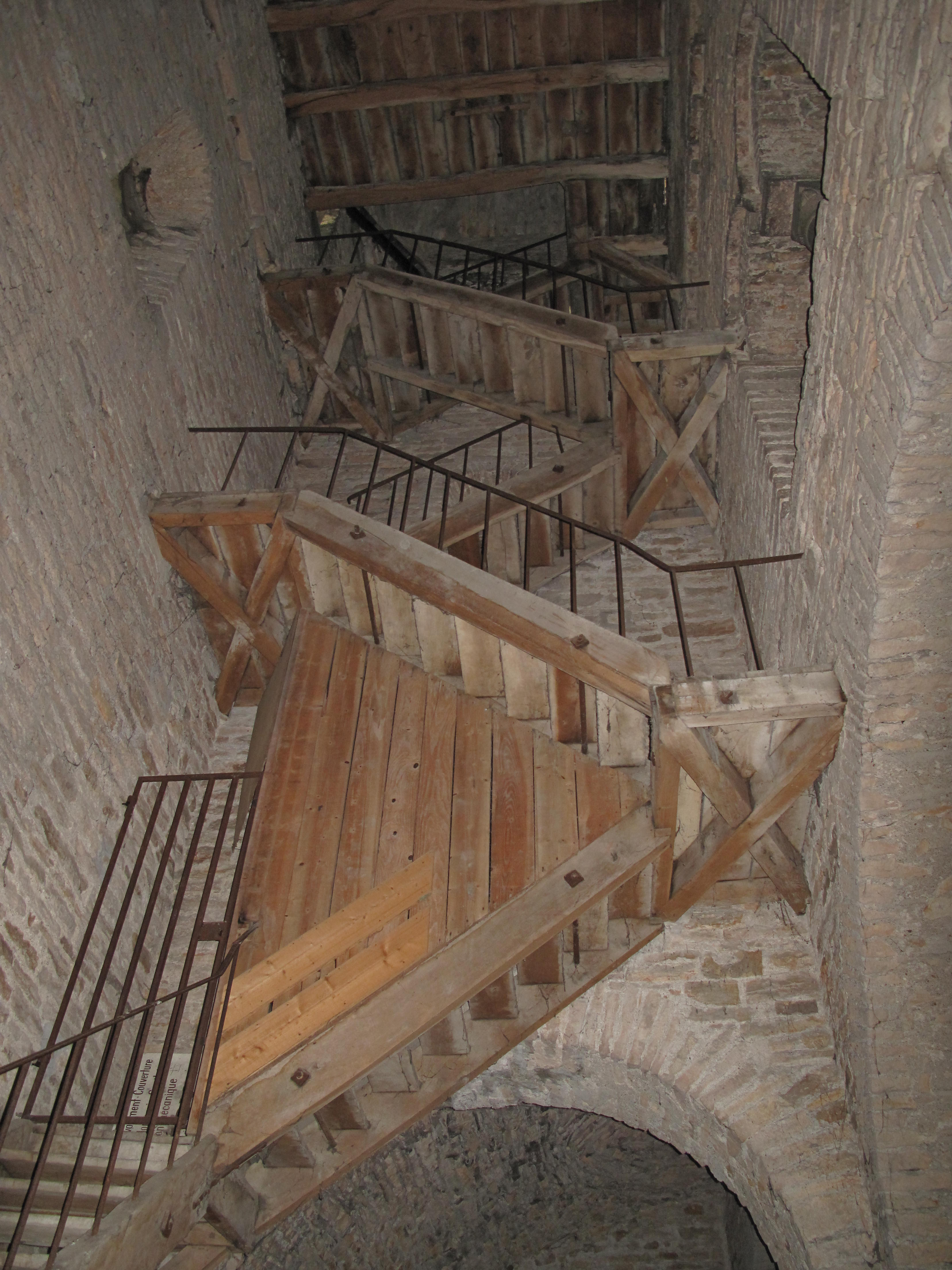
Escaliers d'accès aux salles situées dans les tours.

### Cloître
Le cloître est accessible en passant par le parloir, qui a été transformé en musée lapidaire.
La galerie nord, de nos jours, est tout ce qu'il reste du cloître Saint-Ardain d'origine, du XIe siècle. Un portail du XIIIe siècle fait communiquer le cloître et l'église abbatiale. Y sont exposés depuis de nombreuses années six Pleureurs, sculptures en bois appartenant à une Déposition de croix résultant du travail de l'artiste Christian Oddoux (1947-2022).
Dans la galerie est de ce cloître, percée de plusieurs baies éclairant l'ancienne salle capitulaire, trois sarcophages remontant au Haut Moyen Âge sont présentés, ainsi qu'une sculpture inspirée par l'art roman due à l'artiste Bernard Husson.
Côté sud est installée la bibliothèque municipale de Tournus, établissement disposant d'un important fonds patrimonial où sont conservés notamment plusieurs manuscrits provenant de la bibliothèque de l'abbaye, ainsi qu'un manuscrit unique au monde consacré à la viole de gambe : Pour la basse de Jean de Sainte-Colombe.
Au centre du cloître est un puits.

Cloître
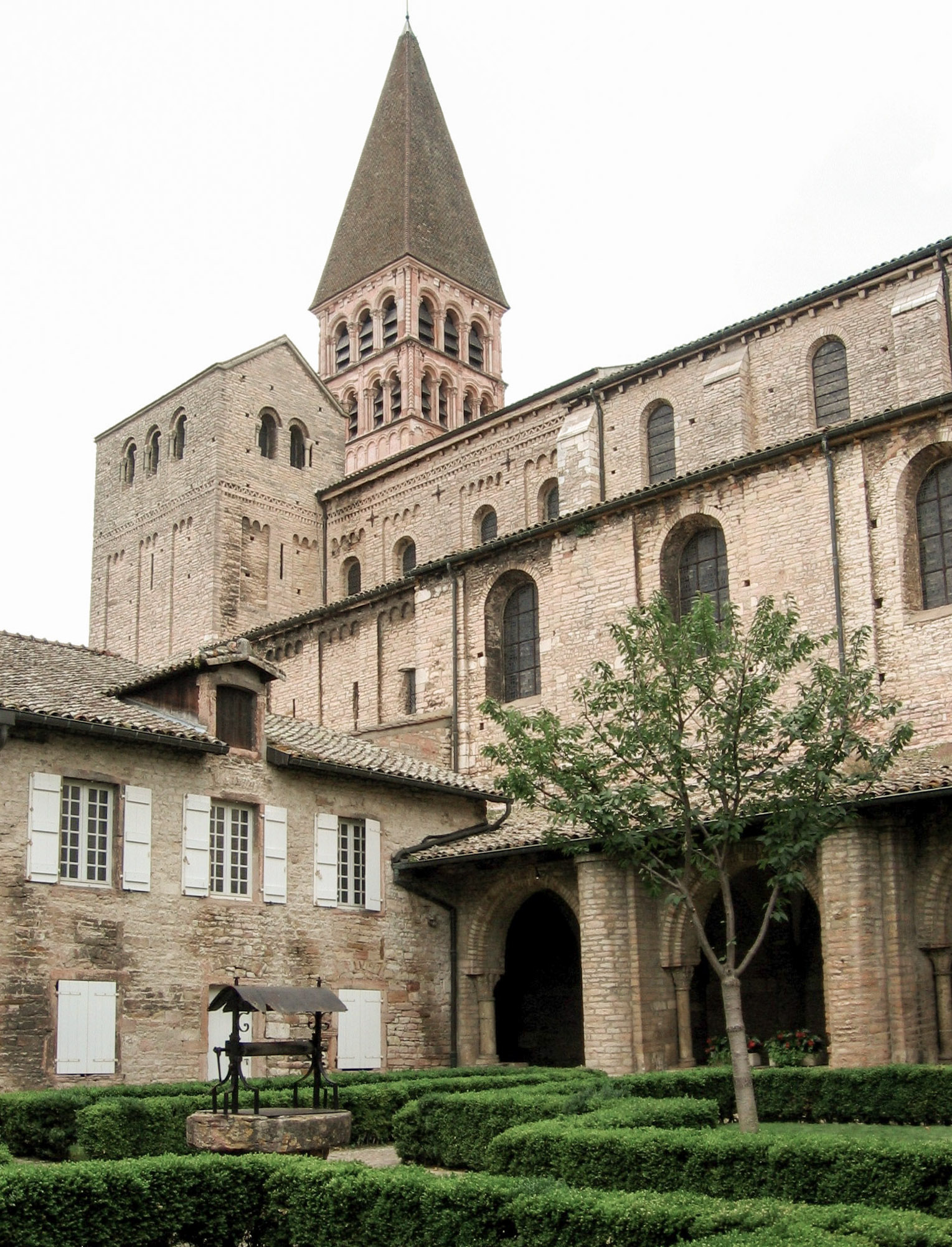
La galerie nord du cloître et l'une des maisons canoniales occupant l'ancienne galerie ouest.
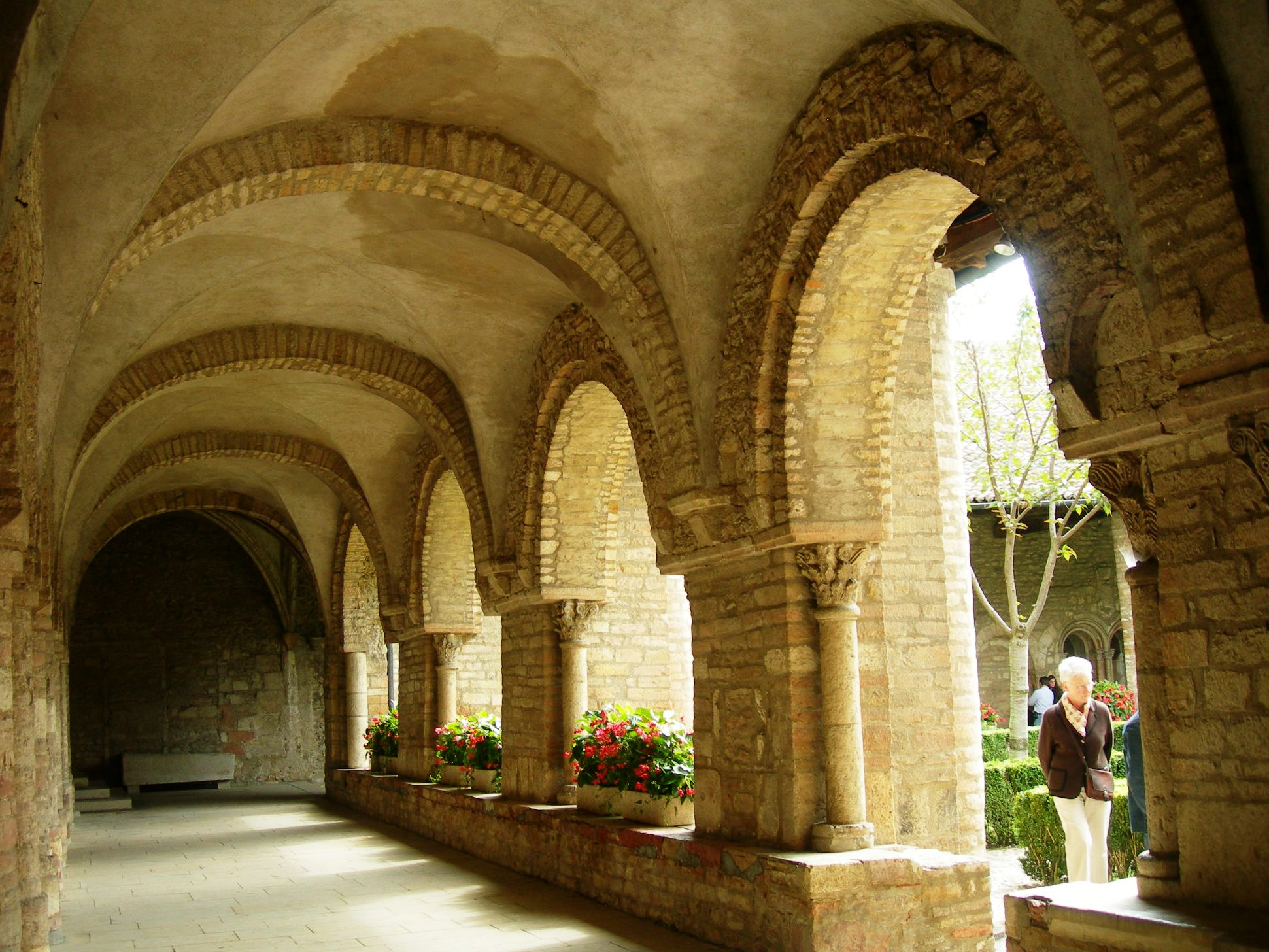
La galerie nord du cloître.
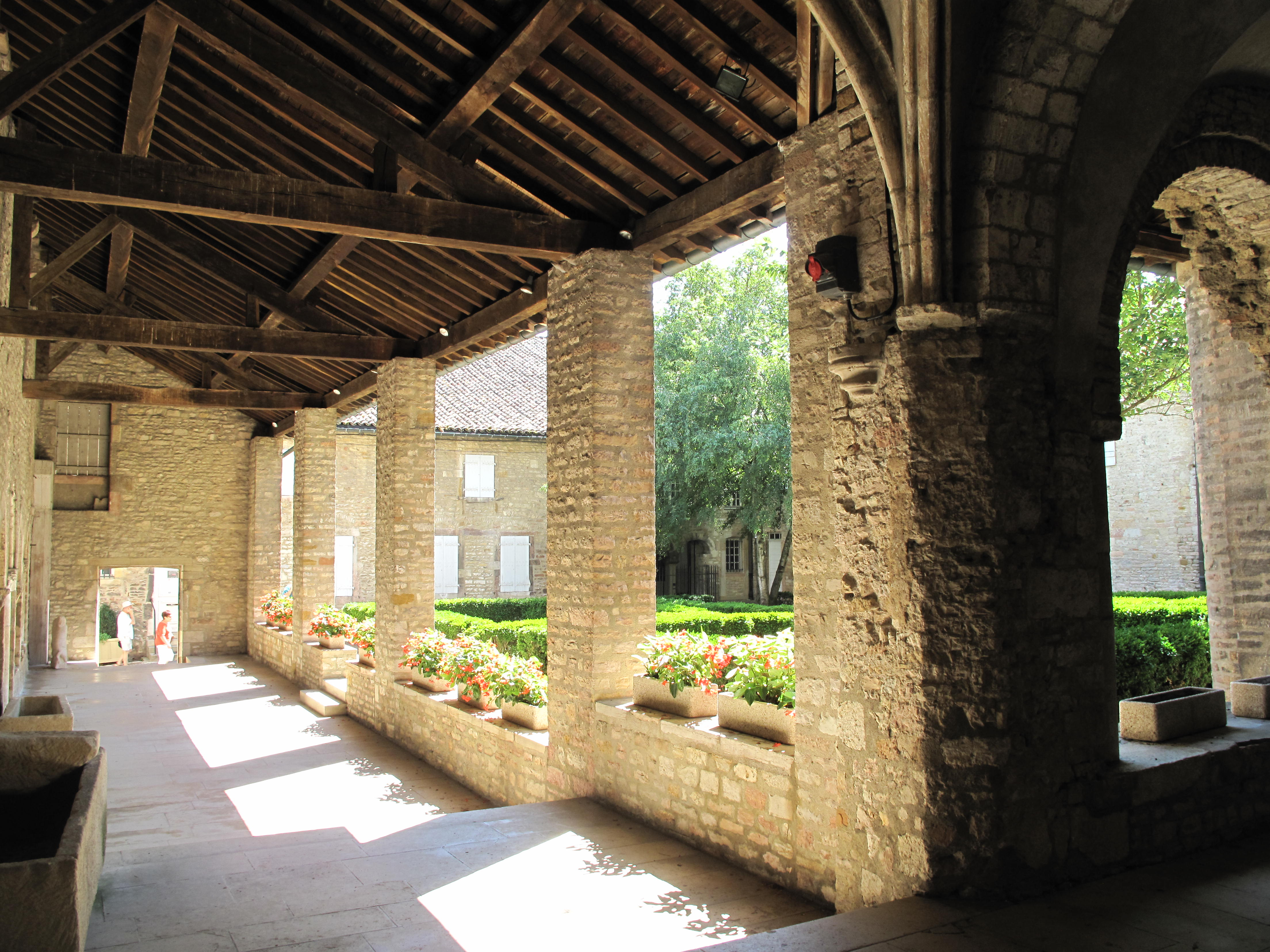
La galerie est du cloître.
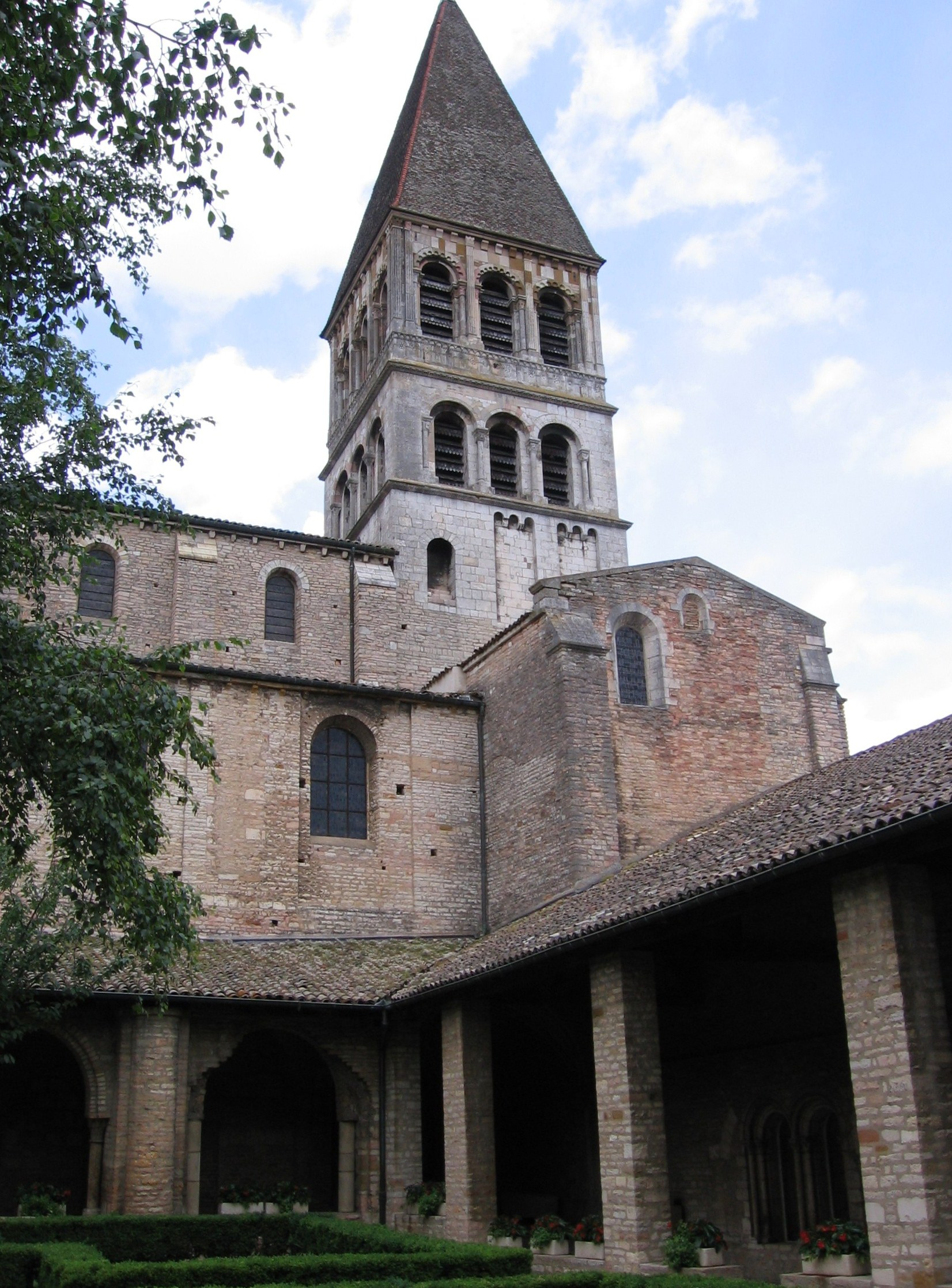
Le clocher vu du cloître.

### Salle capitulaire
Cette salle, qui date de 1239, est située dans le prolongement du transept sud de l'église, à l'est du cloître. Elle résulte du souhait de l'abbé Bérard de remplacer une salle déjà destinée à cet usage. Le bâtiment, autrefois, s'étendait plus loin en direction du sud.
Ses dimensions intérieures sont de 16,20 × 12 m.

Salle capitulaire (XIIIe siècle)
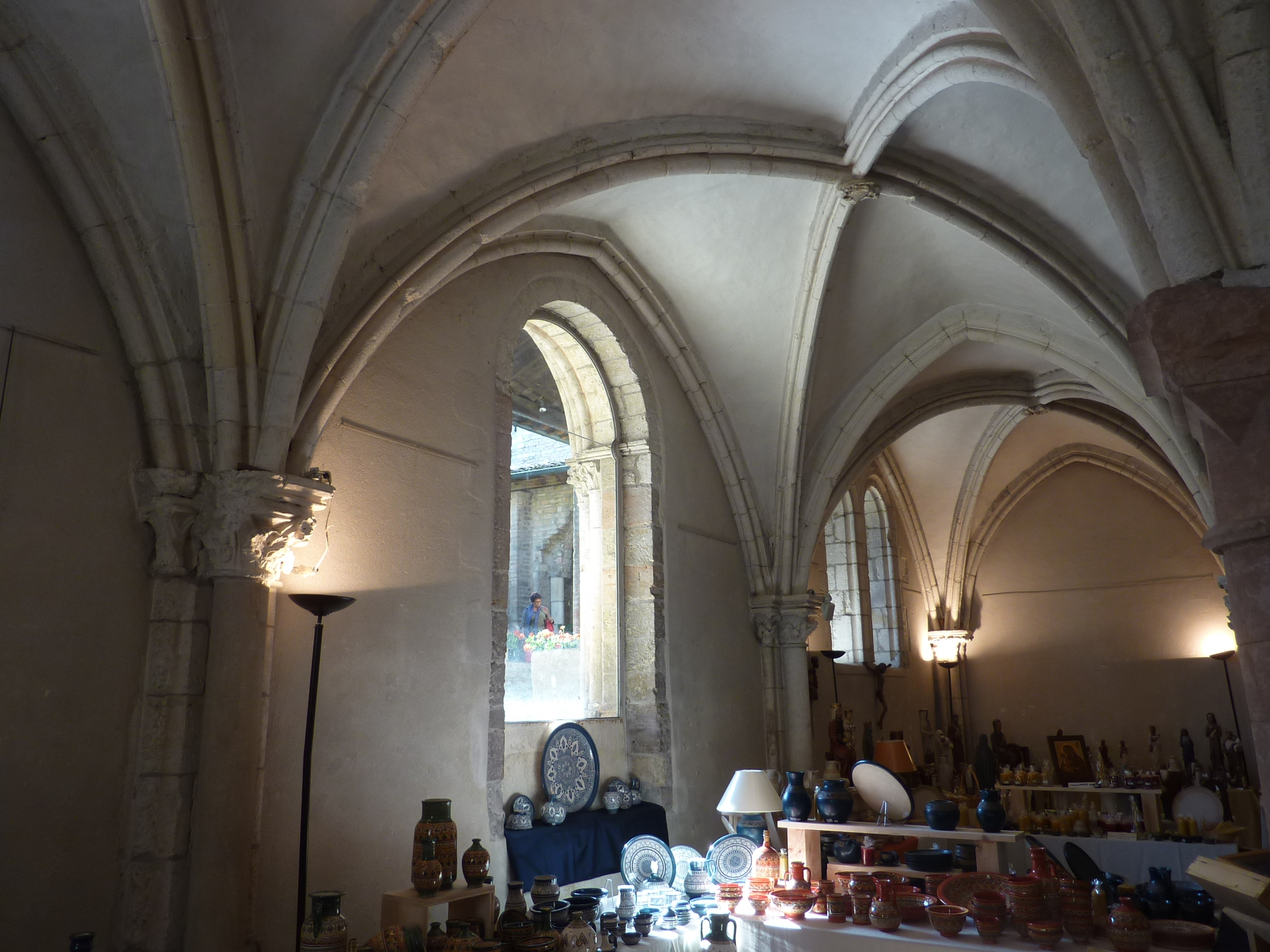
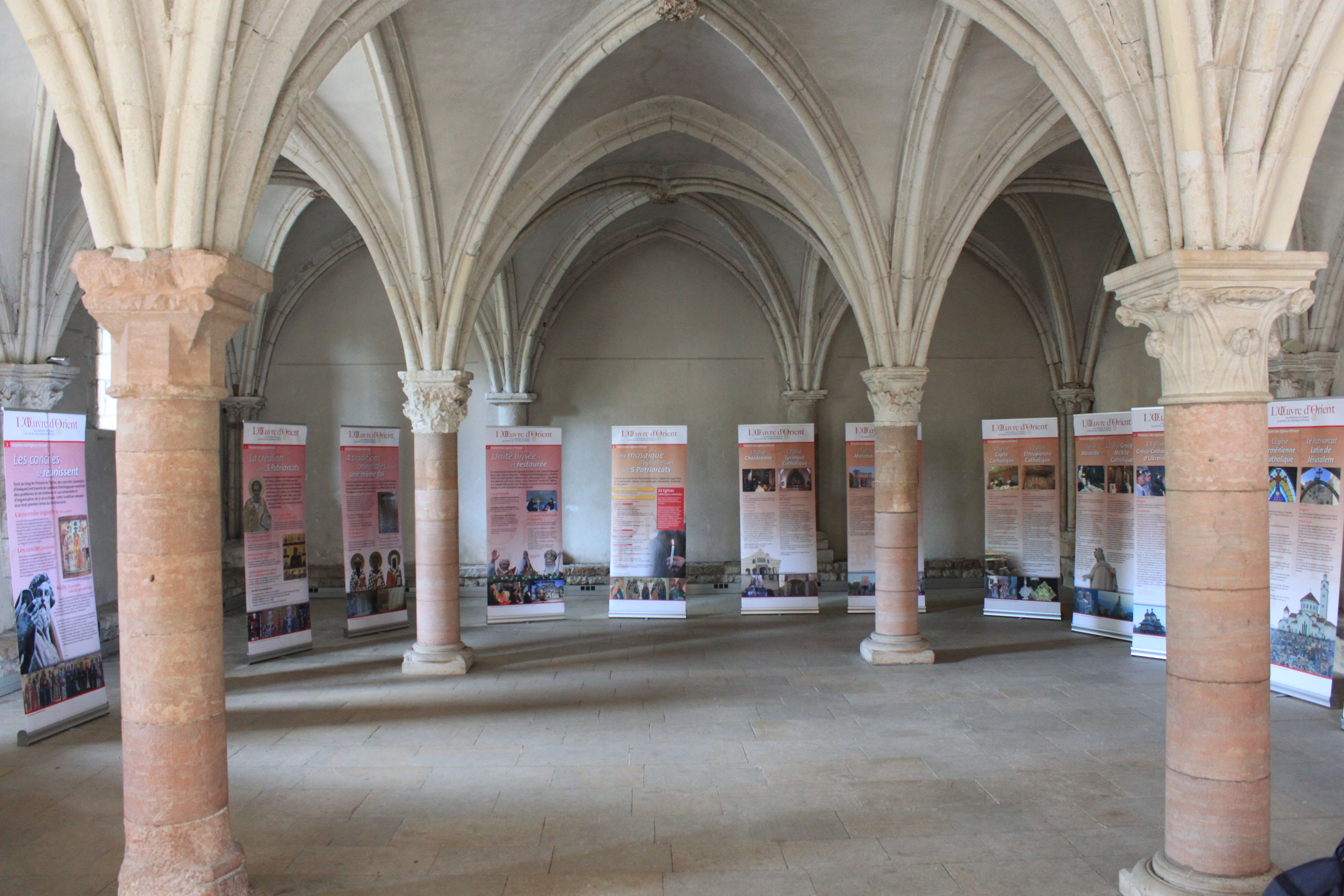
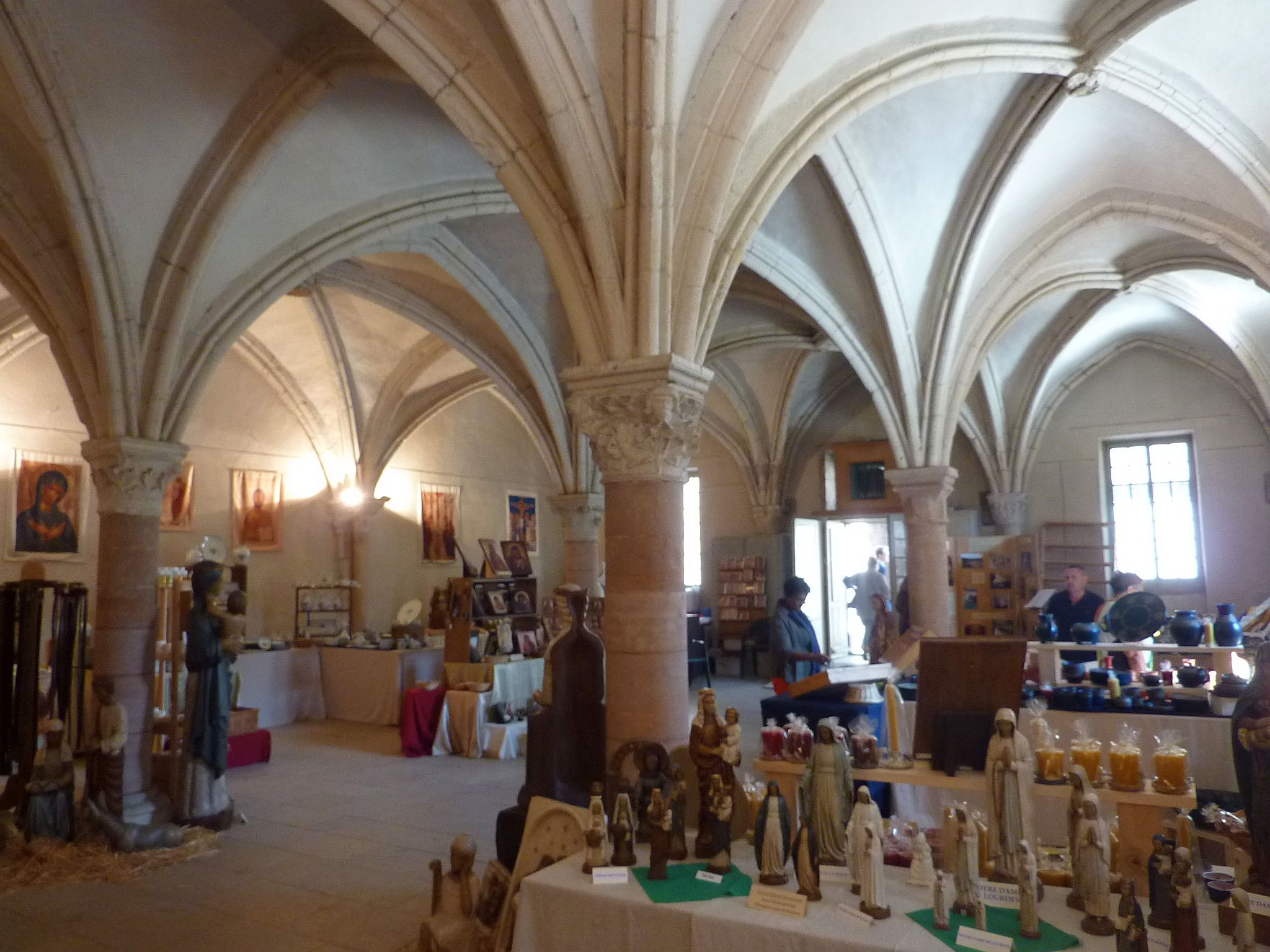

### Bâtiments conventuels

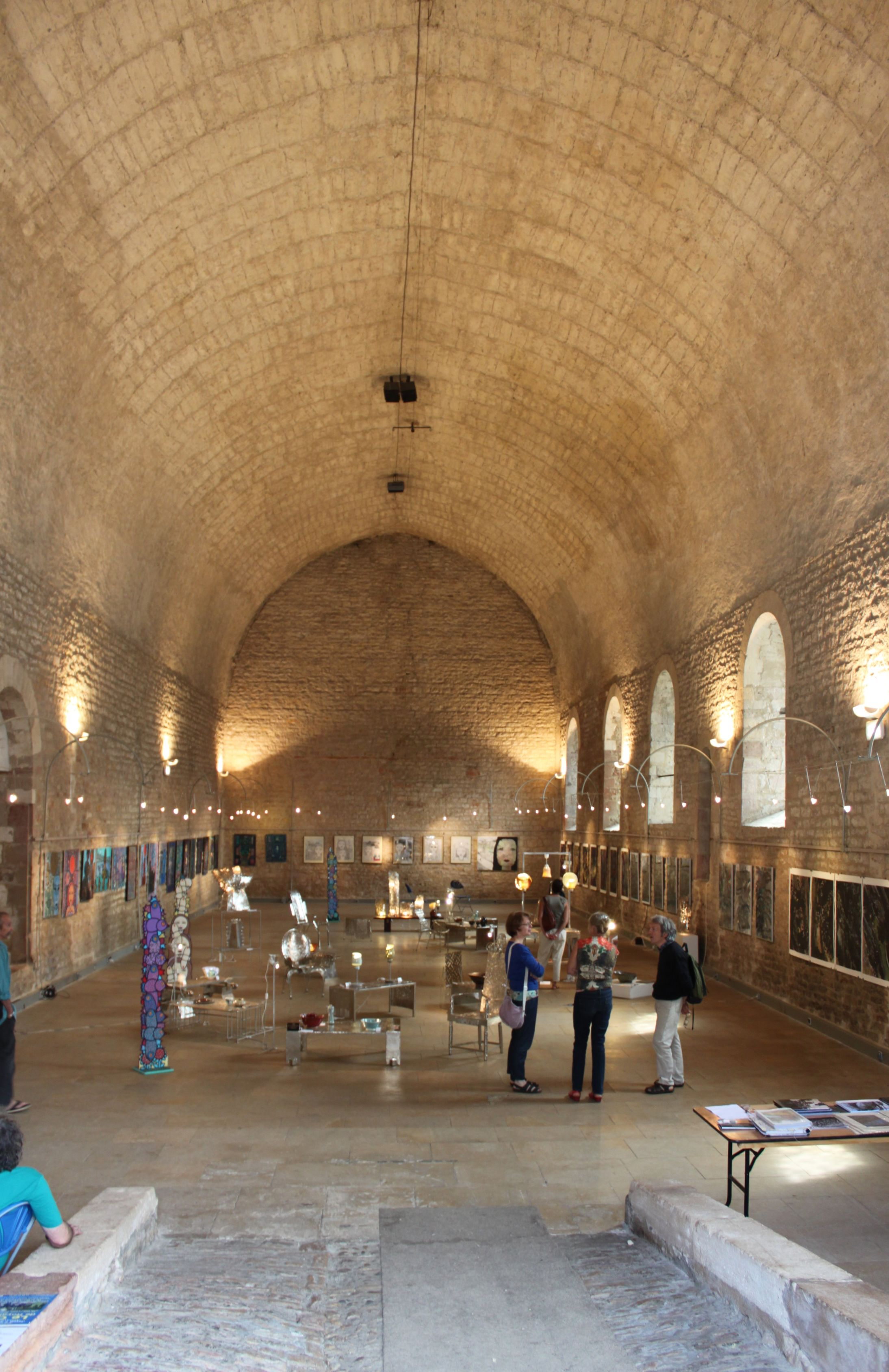
Réfectoire.

#### Réfectoire
Ce bâtiment, au sud du cloître, date du début du XIIe siècle. Il est caractérisé par une large voûte en berceau brisé épaulée par de solides contreforts extérieurs. Ultérieurement, cette salle servit de jeu de paume, avant d'être transformée en chai au XVIIIe siècle. Une tour surplombe la partie est de ce bâtiment, dite tour du Prieur ou du Grand-Prieur.
Dimensions extérieures : 42 × 14 m.

#### Bibliothèque
Les seigneurs abbés de Tournus possédaient l'une des plus importantes bibliothèques du royaume. Celle-ci fut malheureusement détruite lors du grand incendie de 1006. A toutefois été miraculeusement préservé de cette destruction le très précieux manuscrit du moine Ermentaire, écrit au IXe siècle, relatant la translation des reliques de saint Philibert depuis l'île de Noirmoutier.
Une deuxième bibliothèque sera reconstituée au fil du Moyen Âge, sans toutefois atteindre l'importance de la précédente. Cette bibliothèque sera détruite en 1562 par les Huguenots, qui investiront la ville et la mettront à sac, ainsi que son abbaye. Ont toutefois été préservés de ces saccages le manuscrit du moine Falcon, dit Chronicon Trenorchiense, du XIe siècle, et celui du moine Garnier, du XIIe siècle, consacré à la mémoire de saint Valérien.
Une troisième bibliothèque sera créée par le cardinal de Fleury, 60e abbé de Tournus (de 1715 à sa mort), à compter des années 1720 : le fonds Fleury. Bibliothèque dont la gestion incombera à la municipalité de Tournus à partir de la période révolutionnaire : 958 titres en 2844 volumes seront dénombrés lors d'un premier inventaire réalisé en 1867, soit moins de la moitié de ce que renfermait la « bibliothèque abbatiale », témoignant de la « disparition » de nombreux ouvrages entre la Révolution et le Second Empire.

#### Cellier
Ces caves remontent aux débuts de l'abbaye (XIe siècle). On y accède par deux larges arcs situés en façade.
Dimensions intérieures : 30,50 × 10,60 m.

### Dépendances
Parmi les sites ayant jadis dépendu de l'abbaye Saint-Philibert de Tournus figurent :
- la chapelle Saint-Laurent à Tournus
- le prieuré du Villars ;
- le prieuré de Saint-Romain-des-Îles ;
- le doyenné Saint-Félix de Vers (église relevant de l'abbaye en 1119, puis doyenné rural) ;
- le prieuré d'Uchizy (depuis 878) ;
- la chapelle Notre-Dame-de-Pitié de Fissy à Lugny (citée en tant qu'église dépendant de l'abbaye en 1119, abandonnée à la paroisse de Lugny à la fin du XVIIe siècle) ;
- l'église Notre-Dame de Lys à Chissey-lès-Mâcon (relevant de l'abbaye de Tournus en 1059 et en 1119, avant de dépendre de l'abbaye de Cluny) ;
- le prieuré de Saint-André-de-Bâgé, don d'Ulrich de Bâgé en 1074 ;
- l'église Saint-Martin de Grevilly ;
- l'église Saint-Étienne d'Azé ;
- l'église Saint-Jean d'Huilly (aujourd'hui placée sous le vocable de saint Georges) ;
- l'ancien prieuré Saint-Pierre de Baudrières ;
- le prieuré Saint-Vital de Leynes ;
- le prieuré Notre-Dame de Biziat ;
- le prieuré Saint-Germain de Faucon.

## Liste des abbés
De Geilon (875-886) à Jean V Gilles du Coëtlosquet des Isles (1745-1779), une soixantaine d'abbés se sont succédé à la tête de l'abbaye de Tournus.
Source : Gallia Christiana